# Présidence de Jimmy Carter
39e président des États-Unis
Présidence de Gerald Ford Présidence de Ronald Reagan
La présidence de Jimmy Carter débuta le 20 janvier 1977, date de l'investiture de Jimmy Carter en tant que 39e président des États-Unis, et prit fin le 20 janvier 1981. Membre du Parti démocrate, Carter entra en fonction après avoir battu le président Gerald Ford, candidat du Parti républicain, lors de l'élection présidentielle de 1976. Il fut lui-même défait quatre ans plus tard à l'élection de 1980 par le candidat républicain Ronald Reagan, qui lui succéda à la Maison-Blanche.
Carter accéda à la présidence au moment où l'économie américaine traversait une période de stagflation, c'est-à-dire une combinaison entre une croissance économique au ralenti et un taux d'inflation très élevé. Son administration mit en place une politique budgétaire qui visait à maîtriser l'inflation en procédant à une réduction des déficits et des dépenses publiques. En réponse à la crise énergétique qui perdura pendant une grande partie des années 1970, Carter voulut établir une politique énergétique à l'échelle nationale afin de promouvoir la préservation de l'énergie et la mise au point de ressources alternatives. En dépit de ce choix, les États-Unis subirent les effets du choc pétrolier de 1979 qui fut suivi d'une récession en 1980. Carter chercha également à réformer le système de protection sociale, le système de santé et la politique fiscale, mais il échoua en grande partie, notamment en raison de ses mauvaises relations avec le Congrès. Il fonda par ailleurs deux nouveaux départements fédéraux — Éducation et Énergie.
Sur le plan des relations internationales, dans un contexte de guerre froide, le président américain mit les droits de l'homme au cœur de sa politique étrangère, à une période où les relations avec la Chine et l'URSS étaient relativement apaisées. Poursuivant les efforts de conciliation initiés par ses prédécesseurs, Carter normalisa ainsi les relations avec la Chine et poursuivit les négociations sur la limitation des armements stratégiques avec l'Union soviétique. Dans le cadre du conflit israélo-arabe, il aida à la ratification des accords de Camp David qui mirent fin au conflit entre Israël et l'Égypte. Il signa également les traités Torrijos-Carter qui garantirent la rétrocession de la zone américaine du canal de Panama aux autorités panaméennes dans un délai de vingt ans. Après l'invasion de l'Afghanistan par les Soviétiques, Carter abandonna les tentatives de rapprochement avec l'URSS et entama un réarmement militaire. 
Sa dernière année au pouvoir fut marquée par plusieurs crises majeures, en particulier le déroulement de la prise d'otages de l'ambassade américaine en Iran et l'échec de la tentative de libération des otages lors de l'opération Eagle Claw, d'importantes pénuries de carburant aux États-Unis et l'invasion de l'Afghanistan par les Soviétiques. Sa faible popularité lui valut d'être concurrencé en vue des prochaines élections par Ted Kennedy, représentant de l'aile progressiste du Parti démocrate, qui critiquait l'opposition de Carter à un système d'assurance santé universelle. Bénéficiant du soutien de l'opinion publique à la fin de l'année 1979 et au début de l'année 1980, Carter parvint toutefois à s'imposer face à Kennedy lors des primaires démocrates de 1980. La même année, il affronta au scrutin général l'ancien gouverneur de la Californie Ronald Reagan. Alors que les sondages réalisés à la veille de l'élection prédisaient un résultat serré, Reagan l'emporta largement sur son adversaire. Carter est généralement considéré par les historiens et les politologues comme un président inférieur à la moyenne.

## Élection présidentielle de 1976

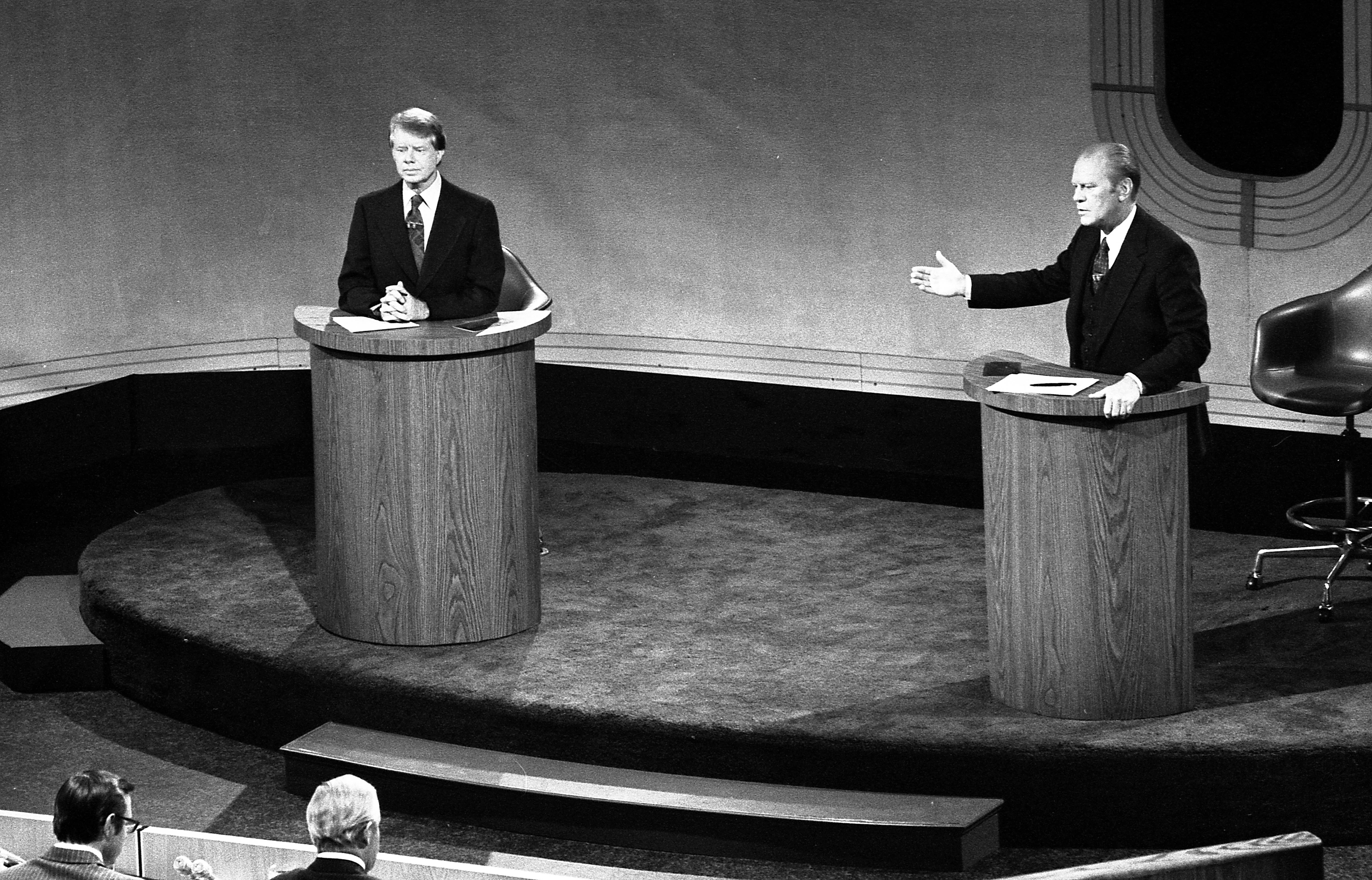
Débat entre Jimmy Carter et le président Gerald Ford au Walnut Street Theatre de Philadelphie.

Carter avait été élu gouverneur de la Géorgie pour un mandat de quatre ans en 1970 et s'était forgé une réputation de gouverneur progressiste et modéré, notamment sur la question raciale. À la suite de la victoire de George McGovern aux primaires démocrates de 1972, Carter pensa qu'il avait des chances de remporter la nomination de son parti pour l'élection présidentielle de 1976 en se présentant comme un outsider déconnecté des institutions politiques de Washington. À l'instar de McGovern en 1972, Carter souhaitait remporter un maximum de délégués aux élections primaires afin de compenser le manque de soutien parmi les ténors du Parti démocrate. Il annonça officiellement sa candidature à la prochaine élection présidentielle en décembre 1974. Un certain nombre de dirigeants démocrates comme l'ancien candidat à l'élection de 1968 Hubert Humphrey, le sénateur Walter Mondale du Minnesota ou le sénateur Ted Kennedy du Massachusetts n'ayant pas souhaité se présenter, aucun favori n'émergea clairement en vue des primaires du parti. Les différents candidats — Mo Udall, Sargent Shriver, Birch Bayh, Fred R. Harris, Terry Sanford, Henry M. Jackson, Lloyd Bentsen et George Wallace — bénéficiaient toutefois pour la plupart d'une notoriété bien supérieure à celle de Carter.
Conscient de cette faiblesse, Carter chercha à travers ses discours à unifier le parti derrière sa candidature : son plaidoyer en faveur d'une réduction des dépenses militaires et d'un contrôle plus strict des activités de la CIA plut aux progressistes alors que sa promesse d'éliminer le gaspillage gouvernemental lui attira une grande partie de l'électorat conservateur. Pour la première élection primaire qui se tint en Iowa, Carter mena une campagne intensive car il estimait qu'une victoire dans cet État le placerait en bonne position pour remporter la nomination du parti. Lors du scrutin, il arriva en tête devant tous les autres candidats ce qui lui permit de dominer la scène médiatique avant la primaire du New Hampshire, qu'il remporta également. Wallace se retira de la course après ses défaites aux primaires de Floride et de Caroline du Nord, débarrassant Carter de son principal rival dans le Sud. La mobilisation des électeurs noirs en faveur de Carter joua un rôle important dans la victoire de ce dernier, notamment durant les primaires organisées dans les États du Sud. Après sa victoire contre Jackson lors de la primaire de Pennsylvanie, Carter devint le grand favori de la course pour l'investiture démocrate. En dépit des déclarations de candidatures tardives du sénateur Frank Church et du gouverneur Jerry Brown, Carter décrocha la nomination le dernier jour des primaires. Après s'être entretenu avec plusieurs candidats potentiels, il sélectionna Walter Mondale comme colistier, un choix qui rassura l'aile progressiste du parti plutôt sceptique à l'égard de Carter.

Résultats de l'élection présidentielle américaine de 1976.

De leur côté, en dépit d'une convention particulièrement houleuse, les républicains finirent par désigner comme candidat le président Gerald Ford, entré à la Maison-Blanche en 1974 à la suite de la démission de Richard Nixon, impliqué dans le scandale du Watergate. La division des républicains et les critiques selon lesquelles Ford n'était pas fait pour occuper le poste favorisèrent la candidature de Carter, qui devançait son adversaire de 15 points dans les sondages en août 1976. Pendant la campagne, Carter continua de promouvoir un programme centriste et chercha à redéfinir la place du Parti démocrate dans la vie politique après les événements tumultueux des années 1960. Il concentra essentiellement ses attaques sur les institutions politiques, se définissant lui-même comme un outsider dont le but était de réformer Washington après le traumatisme du Watergate. En réaction, Ford reprocha à Carter son « manque de clarté » sur divers sujets. Une série de trois débats télévisés fut organisée entre les deux candidats au cours de la campagne. Ford fut généralement considéré comme le vainqueur du premier débat, mais il commit une gaffe lors du deuxième débat en affirmant que l'Europe de l'Est n'était pas sous la domination de l'Union soviétique. Cette maladresse ainsi que la bonne performance de Carter lors du troisième débat stoppèrent la remontée du président sortant, mais les sondages réalisés la veille du scrutin n'en prédisaient pas moins un résultat très serré. 
Le 2 novembre 1976, Carter remporta l'élection avec 50,1 % des voix et 297 votes de grands électeurs, contre 48 % des voix et 240 grands électeurs pour Ford. Le taux de participation, en baisse, s'éleva à 53 %. L'élection de 1976 fut la seule élection présidentielle remportée par le Parti démocrate entre 1964 et 1992. De plus, Carter fut le premier individu originaire du Sud profond à être élu à la présidence depuis 1848. Il réalisa de très bons scores dans les États du Sud et du Nord-Est alors que Ford remporta la quasi-totalité des États de l'Ouest et une grande partie du Midwest. Lors des élections législatives qui se déroulèrent à la même période, les démocrates renforcèrent leurs majorités au Sénat et à la Chambre des représentants.

## Investiture

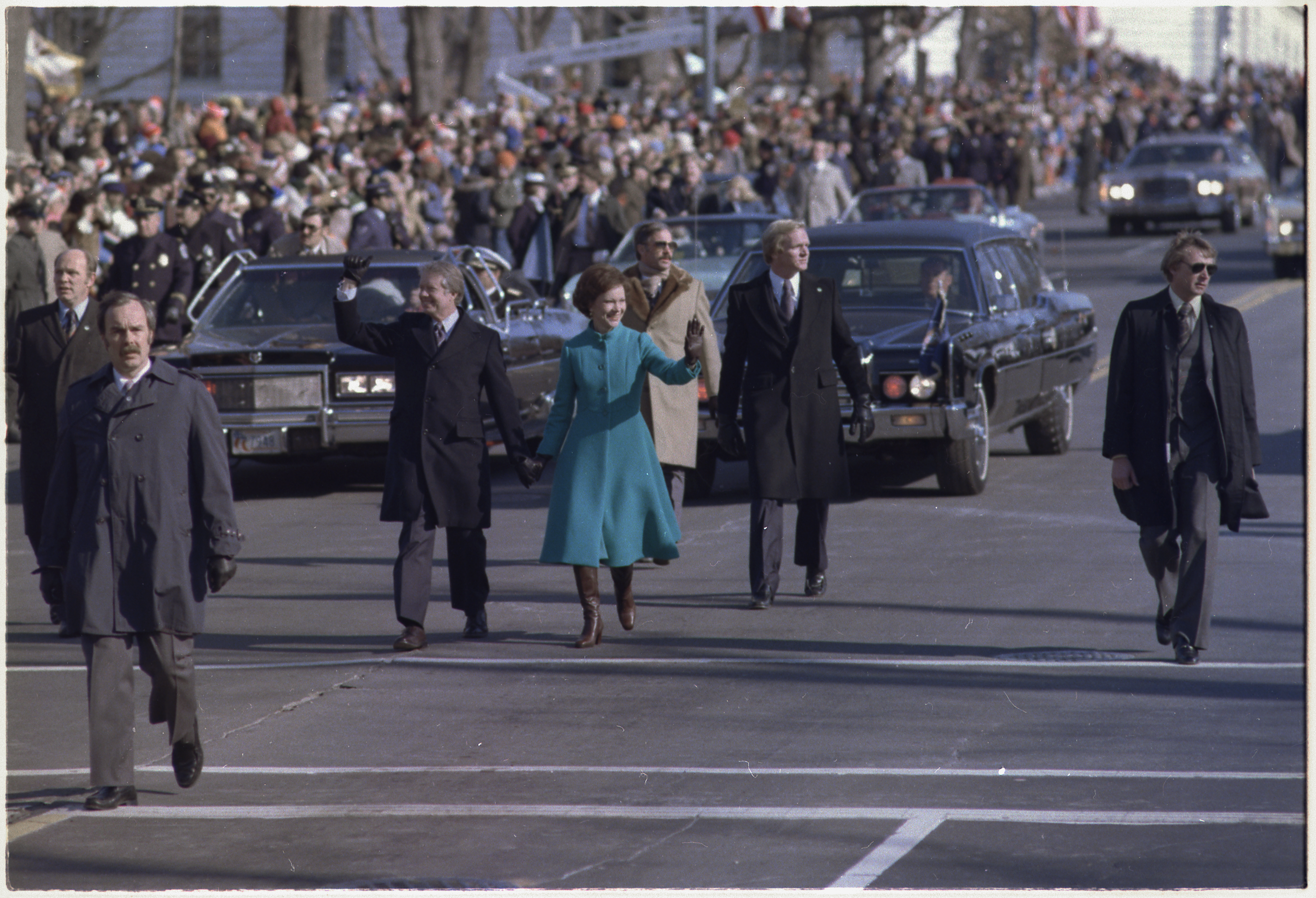
Le président Jimmy Carter et son épouse Rosalynn Carter remontant Pennsylvania Avenue le jour de l'investiture.

Dans son discours d'investiture, Jimmy Carter déclara : « nous avons appris que plus n'est pas forcément synonyme de mieux, que notre grande nation a su reconnaître ses limites et que nous ne pouvons apporter de solution satisfaisante à toutes nos questions ni à tous nos problèmes ». Carter avait fait campagne sur la promesse d'éliminer les travers de la « présidence impériale », promesse qu'il mit en pratique le jour de son investiture en remontant à pied Pennsylvania Avenue, du Capitole jusqu'à la Maison-Blanche, au mépris de tous les protocoles de sécurité. Ses premières actions en tant que président allèrent également dans ce sens puisqu'il réduisit d'un tiers l'effectif de son cabinet et mit en vente le yacht présidentiel, l'USS Sequoia. Conformément à une promesse de campagne, Carter accorda en outre l'amnistie générale aux citoyens s'étant soustraits à l'autorité militaire lors de la guerre du Viêt Nam.

## Composition du gouvernement
Bien que Carter avait fait campagne contre la sphère politique de Washington, la plupart des individus nommés initialement à un poste de son cabinet avaient servi sous les administrations précédentes ou avaient connu Carter en Géorgie, à l'exception notable du secrétaire au Travail Ray Marshall. Le secrétaire d'État Cyrus Vance, le secrétaire à la Défense Harold Brown et le secrétaire au Trésor W. Michael Blumenthal étaient tous d'anciens hauts fonctionnaires des administrations Kennedy et Johnson. Les autres nominations importantes furent celles de Charles Schultze comme président du Conseil des conseillers économiques, de l'ancien secrétaire à la Défense James R. Schlesinger en tant que conseiller du président sur les questions énergétiques, du juge fédéral Griffin Bell comme procureur général et de Patricia Roberts Harris, la première femme afro-américaine à siéger dans un cabinet présidentiel, en tant que secrétaire au Logement et au Développement urbain. 
Après sa victoire à l'élection de 1976, Carter offrit le poste de chef de cabinet de la Maison-Blanche à deux de ses conseillers, Hamilton Jordan et Charles Kirbo, qui le refusèrent tous les deux. Plutôt que d'offrir le poste à quelqu'un d'autre, Carter décida de se passer d'un chef de cabinet et mit en place un système dans lequel les membres du cabinet auraient plus facilement accès au président. Carter nomma plusieurs de ses anciens collaborateurs en Géorgie au sein du bureau exécutif : Bert Lance fut désigné à la tête du Bureau de la gestion et du budget tandis que Jordan devint un conseiller influent du président. Parmi les anciens de Géorgie figuraient Jody Powell comme porte-parole de la Maison-Blanche, Jack Watson en tant que secrétaire du cabinet et Stuart E. Eizenstat comme chef du personnel chargé de la politique intérieure. Pour conduire la politique étrangère de l'administration, Carter s'appuya sur divers membres de la Commission trilatérale, dont Vance et le conseiller à la sécurité nationale Zbigniew Brzeziński. Brzeziński émergea comme l'un des principaux conseillers du président et Carter travailla à la fois avec le Conseil de sécurité nationale et le département d'État dirigé par Vance pour concevoir et mettre en œuvre sa politique extérieure. Le vice-président Walter Mondale fut un conseiller important sur les questions de politiques étrangère et nationale et la Première dame Rosalynn Carter joua également un rôle influent au sein de l'administration. 
Au milieu de l'année 1978, Carter remania partiellement son cabinet en nommant le directeur de la publicité, Gerald Rafshoon, au poste de directeur des communications de la Maison-Blanche et Ann Wexler pour diriger le bureau des relations publiques. Carter remplaça une grande partie de son personnel et de son cabinet au milieu de l'année 1979. Cinq membres du cabinet durent quitter leurs fonctions, parmi lesquels Blumenthal, Bell et Joseph A. Califano, Jr., le secrétaire à la Santé, à l'Éducation et aux Services sociaux. Jordan fut finalement choisi pour exercer les fonctions de chef de cabinet et Alonzo L. McDonald, un ancien cadre de la société McKinsey & Company, fut nommé directeur du personnel. Le président de la Réserve fédérale G. William Miller succéda à Blumenthal en tant que secrétaire au Trésor, Benjamin Civiletti devint procureur général et Charles Duncan, Jr. nouveau secrétaire à l'Énergie. Après la démission de Vance en 1980, Carter désigna Edmund Muskie, un sénateur très respecté avec qui Carter entretenait des relations amicales, pour servir à la tête du département d'État.

Réunion du cabinet Carter en février 1978.

## Nominations judiciaires
Parmi les présidents ayant effectué un seul mandat complet de quatre ans, Carter fut le seul qui n'eut pas à proposer de candidats à la Cour suprême. Il nomma toutefois 56 juges aux cours d'appel fédérales et 203 juges aux cours fédérales de district. Deux des juges affectés aux cours d'appel sous son administration — Stephen Breyer et Ruth Bader Ginsburg — entrèrent par la suite à la Cour suprême sous la présidence de Bill Clinton. Carter fut le premier président à faire de la diversité démographique un critère important dans le choix des candidats à des postes de la magistrature. Sous son mandat, le nombre de juges féminins dans les cours d'appel passa de un à douze, celui des juges masculins non-blancs de six à treize et celui des juges féminins dans les cours de district de quatre à 32. Dans le même temps, le nombre de juges masculins non-blancs dans ces mêmes cours de district passa de 23 à 55. Carter nomma également la première juge de cour d'appel afro-américaine, Amalya Lyle Kearse, le premier juge de cour d'appel hispanique, Reynaldo Guerra Garza, et la première juge de district hispanique, Carmen Consuelo Cerezo.

## Politique intérieure
Du point de vue idéologique, Carter était moins un produit du New Deal que de l'ère progressiste du début du siècle. L'historien britannique Iwan Morgan écrit :

« Carter faisait remonter ses valeurs politiques au progressisme sudiste du début du XXe siècle, avec son souci d'économie et d'efficacité dans la gestion des affaires publiques et sa compassion pour les pauvres. Il se décrivait comme un conservateur fiscal, mais progressiste sur des questions telles que les droits civiques, l'environnement et le fait d'« aider les gens à surmonter leurs handicaps pour mener une vie fructueuse », une construction idéologique qui semblait faire de lui davantage l'héritier de Dwight D. Eisenhower que de Franklin D. Roosevelt. »

### Relations avec le Congrès

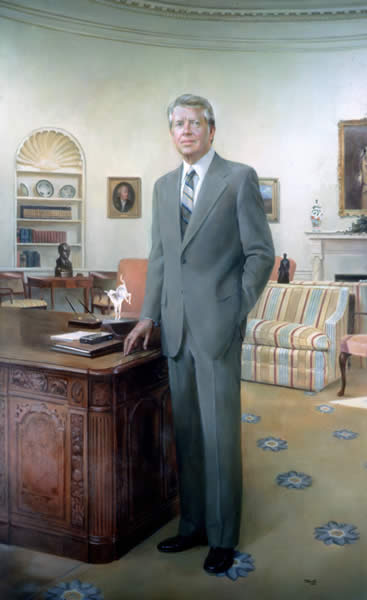
Portrait de Jimmy Carter dans le Bureau ovale par Robert Templeton, National Portrait Gallery, Washington, D.C.

Après avoir mené une campagne efficace sur son image d'« étranger » de Washington et sur ses critiques envers le pouvoir en place, Carter conserva cette ligne de conduite en tant que président des États-Unis. Le positionnement qu'il adopta contre les institutions et son refus de jouer selon les règles de Washington contribuèrent néanmoins aux mauvaises relations entretenues par son administration avec les démocrates du Congrès. Après son élection, Carter étudia la possibilité de réorganiser la branche exécutive, ce qui lui aliéna plusieurs démocrates influents comme Jack Brooks ou le président de la Chambre des représentants Tip O'Neill. Sous la présidence de Nixon, le Congrès avait adopté une série de législations qui réduisait les pouvoirs du président et la plupart des membres du Congrès n'étaient pas disposés à restituer ce pouvoir, même avec un démocrate en fonction comme Carter. 
La réticence de celui-ci à faire usage de ses pouvoirs de patronage acheva d'agacer le Congrès qui n'eut de cesse de contrecarrer les ambitions législatives de Carter pendant toute la durée de son mandat. Ces rapports tendus ne résultaient pas d'une négligence intentionnelle mais bien plutôt d'une mauvaise organisation des relations avec le Congrès au sein de l'administration. O'Neill, le chef de la majorité sénatoriale Robert Byrd et d'autres membres du Congrès furent certes conviés par le président à des entretiens seul-à-seul dans lesquels Carter tentait de rallier ses interlocuteurs à ses vues, mais il échoua la plupart du temps. Carter commit également l'erreur de vouloir se concentrer sur trop de priorités à la fois, en particulier durant les premiers mois de sa présidence.   
Au cours de ses 100 premiers jours au pouvoir, Carter proposa au Congrès l'abandon de différents projets hydrauliques mais, au grand dam de la Maison-Blanche, cette initiative fut rejetée. Toujours au commencement de son mandat, le président publia une « liste noire » de 19 projets qu'il considérait comme relatifs à la politique d'« assiette au beurre » et précisa qu'il mettrait son veto à n'importe quelle législation contenant un projet de cette liste. Cette dernière fut très mal accueillie par la direction du Parti démocrate qui contraignit en définitive Carter à accepter une loi incluant la plupart des projets portés précédemment sur la « liste noire ».
Par la suite, le Congrès refusa d'adopter les dispositions majeures de son projet de loi sur la protection des consommateurs et des mesures portant sur la réforme du travail. En retour, Carter mit son veto à un paquet législatif — relevant selon lui de la dépense futile — en lien avec le secteur des travaux publics. Les leaders du Congrès, conscients du faible soutien de l'opinion publique à l'action du président, profitèrent cependant de la situation pour réduire son plan fiscal à une succession de dépenses en faveur d'intérêts particuliers.

### Politique budgétaire

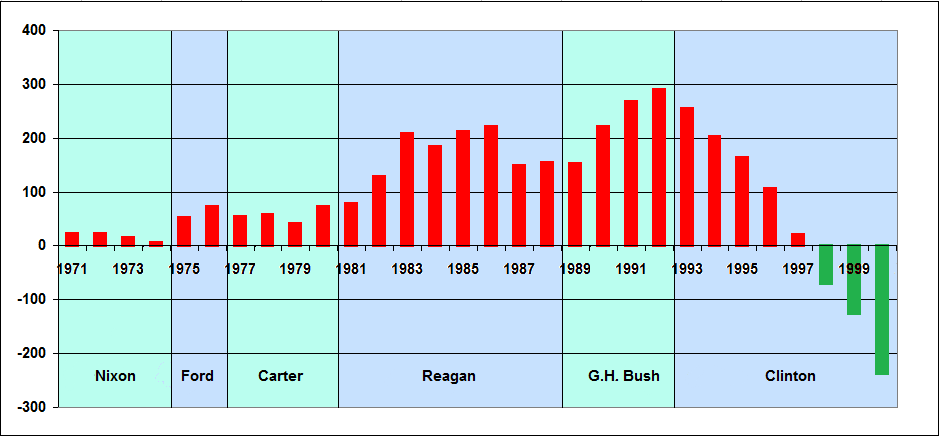
Déficit budgétaire du gouvernement fédéral américain de 1971 à 2001 (en milliards de dollars).

Bien que s'étant exprimé en faveur d'une réforme du système fiscal lors de sa campagne, Carter n'y apporta que des changements mineurs une fois entré en fonction. Ses propositions consistaient en une réduction d'impôt de 50 dollars par contribuable, une diminution des impôts sur les sociétés de 900 millions de dollars et une augmentation des dépenses dans le secteur des travaux publics. La faiblesse des dépenses comprises dans ce plan de relance reflétait le conservatisme de Carter en matière de fiscalité car celui-ci était plus soucieux d'éviter l'inflation et d'équilibrer le budget que de s'attaquer au problème du chômage. L'opposition de Carter à une augmentation des dépenses fédérales fut très critiquée par nombre de démocrates qui souhaitaient résorber le taux de chômage au moyen d'une politique de travaux publics à l'échelle fédérale. 
En 1977, Carter approuva plusieurs mesures destinées à lutter contre le chômage, dont une extension du Comprehensive Employment and Training Act, mais sa priorité était toujours la réduction du déficit et de l'inflation. En novembre 1978, il ratifia le Revenue Act of 1978 qui diminuait les impôts à hauteur de 18,7 milliards de dollars. Il présida également à une réduction du taux d'imposition sur les plus-values qui passa de 49 % à 28 %. Sous le mandat de Carter, la dette publique américaine en resta approximativement au déficit de 70 milliards de dollars atteint en 1976 mais avec un ratio dette/PIB moins important (4 % à 2,5 % pendant l'année fiscale 1980-1981). En outre, les États-Unis accumulèrent une dette d'environ 280 milliards de dollars sous sa présidence, passant d'environ 630 milliards début 1977 à près de 910 milliards à la fin de l'année 1980. Toutefois, en raison d'une croissance économique supérieure à l'augmentation de la dette nominale, le ratio dette/PIB du gouvernement américain, établi à 36,2 % au début du mandat de Jimmy Carter, diminua progressivement jusqu'à atteindre 33,3 % à la fin de l'année 1980.

### Énergie

#### National Energy Act

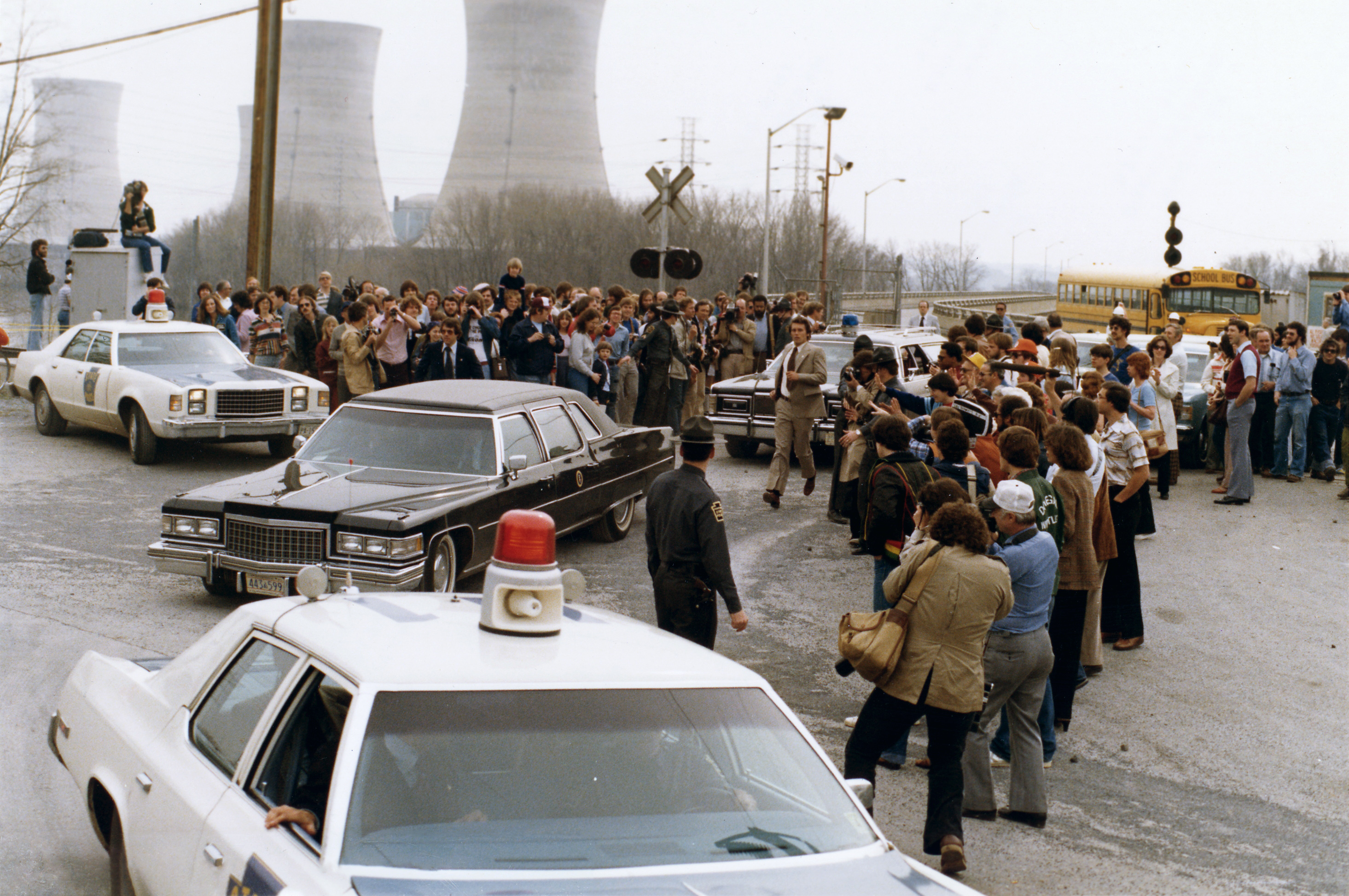
Le président Carter quittant la centrale nucléaire de Three Mile Island, le 1er avril 1979.

En 1973, l'Organisation des pays exportateurs de pétrole (OPEP) avait réduit les quantités de pétrole disponibles sur le marché mondial afin de provoquer une augmentation des prix et punir le soutien apporté par divers pays, dont les États-Unis, à Israël pendant la guerre du Kippour. Cet événement fut à l'origine du premier choc pétrolier de 1973, marqué par une hausse brutale des prix du pétrole qui se répercuta sur des pans entiers de l'économie américaine et mit un frein à la croissance économique. Au cours des années suivantes, les États-Unis subirent de plein fouet la raréfaction des ressources énergétiques, en particulier durant l'hiver 1976-1977 lors duquel des pénuries de gaz naturel débouchèrent sur la fermeture de nombreuses écoles et usines et sur le licenciement temporaire de centaines de milliers de travailleurs. La politique énergétique s'était ainsi imposée, en 1977, comme l'un des principaux enjeux auxquels étaient confrontés la nation. Les importations américaines de pétrole avaient grimpé de 65 % chaque année depuis 1973 et la consommation d'énergie par habitant des États-Unis était plus de deux fois supérieure à celle de la Communauté économique européenne ou du Japon. 
À son entrée en fonction, Carter demanda à son conseiller James Schlesinger d'élaborer une stratégie pour mettre fin à la crise énergétique. Le 18 avril 1977, il déclara au peuple américain que le choc pétrolier était « une menace actuelle et réelle pour notre nation » et « l'équivalent moral d'une guerre ». La même année, Carter obtint des démocrates du Congrès la création du département de l'Énergie des États-Unis qui fut confié à Schlesinger. Ce dernier présenta un plan en 113 points qui comprenait des taxes sur la production de pétrole et la consommation d'essence à l'échelle du pays, mais également des crédits d'impôt sur les économies d'énergie, des taxes sur les véhicules polluants et des incitations à recourir au charbon plutôt qu'au pétrole ou au gaz naturel. Le président instaura un contrôle des prix sur le pétrole et le gaz naturel, installa des panneaux solaires sur le toit de la Maison-Blanche et un poêle à bois dans ses appartements ; il demanda par ailleurs, en 1979, que les illuminations de Noël au sein de la Maison-Blanche soient éteintes, en hommage aux otages de l'ambassade américaine en Iran mais aussi par souci d'économie. Sur l'ensemble du pays, les thermostats équipant les bâtiments gouvernementaux et commerciaux furent contrôlés pour ne pas être réglés au-dessus de 18 °C en hiver et en dessous de 26 °C en été, et ce durant toute l'année 1980.
En réaction à la crise, Carter ratifia le National Energy Act (NEA) et le Public Utility Regulatory Policies Act (PURPA), dans le but d'encourager les économies d'énergie et le développement des ressources nationales — notamment dans le secteur des énergies renouvelables. Le président s'opposa toutefois à un programme de commercialisation des photovoltaïques envisagé par le département de la Défense. Dans le même temps, l'accident nucléaire de Three Mile Island, en mars 1979, porta un rude coup au développement du parc nucléaire des États-Unis qui continuèrent d'être très dépendants des importations de pétrole. Entre 1979 et 1980, Carter entama un processus de dérégulation de l'industrie pétrolière en éliminant les allocations gouvernementales. Dans son discours du « malaise », il demanda au Congrès d'instaurer une « taxe sur les bénéfices exceptionnels », sortie justifiée par l'attitude de son administration qui voyait dans cette dérégulation un moyen pour les compagnies pétrolières d'augmenter leurs profits de façon « indigne ». Adoptée en avril 1980, la taxe ne produisit que des résultats médiocres et fut finalement supprimée en 1988.

#### Deuxième choc pétrolier
Un deuxième choc pétrolier frappa les États-Unis en 1979. En réaction, Carter demanda au Congrès de déréglementer le prix du pétrole domestique. À l'époque, le cours intérieur du pétrole n'était pas fixé par le marché mondial mais par les contrôles des prix mis en place par la loi de 1975 sur la politique et la conservation de l'énergie (EPCA). Les compagnies pétrolières étaient très favorables à cette déréglementation qui leur permettrait d'augmenter leurs profits, mais certains membres du Congrès craignaient que cela n'engendre une hausse de l'inflation. Simultanément à son projet de déréglementation, Carter proposa de créer une taxe sur les bénéfices exceptionnels qui devait rapporter au gouvernement fédéral environ la moitié des nouveaux bénéfices des compagnies pétrolières. Le président se servit d'une disposition de la loi pour instaurer progressivement des contrôles sur le prix du pétrole, mais le Congrès rechigna à mettre en œuvre la taxe proposée.  
En juillet 1979, devant la gravité de la crise, Carter rencontra toute une série de chefs d'entreprise, de responsables politiques, de dirigeants syndicaux, d'universitaires et de personnalités religieuses afin de réformer la politique de son administration. Son observateur des sondages, Patrick Caddell, lui confia que le peuple américain traversait une crise de confiance, liée à la défiance du public vis-à-vis du gouvernement. Alors que la plupart de ses conseillers l'encouragaient à poursuivre la lutte contre l'inflation et la crise énergétique, Carter retint l'idée de Caddell selon laquelle le principal problème du pays était une crise de confiance du peuple américain. Le 15 juillet, Carter s'adressa à la nation entière dans un discours télévisé au cours duquel il plaida en faveur d'un contrôle sur le long terme des importations de pétrole et du développement de carburants synthétiques. Il déclara également que « toute la législation du monde ne peut réparer ce qui ne va pas avec l'Amérique, c'est-à-dire la confiance et le sens de la communauté ». Ces propos restent connus sous le nom de discours du « malaise », bien que Carter n'eut jamais utilisé le mot « malaise » dans son texte.
Sur le moment, le discours fut très bien accueilli par la population américaine et la cote de popularité du président augmenta de 11 points dans les sondages. Trois jours plus tard, Carter exigea la démission de tous les responsables de son gouvernement, mais en fin de compte n'en accepta que cinq — notamment celle du secrétaire à l'Énergie James Schlesinger et celle du secrétaire à la Santé, à l'éducation et aux services sociaux Joseph Califano. Le Congrès adopta néanmoins un impôt taxant les bénéfices exceptionnels des entreprises à hauteur de 227 milliards de dollars et adopta l’Energy Security Act ou loi sur la sécurité énergétique. Ce texte donnait naissance à la Synthetic Fuels Corporation qui fut chargée de développer des sources d'énergie alternatives. En dépit de ces succès, le Congrès annula en 1980 la surtaxe instaurée par Carter sur le pétrole importé et rejeta la création d'un « conseil de mobilisation énergétique » (Energy Mobilization Board), une agence gouvernementale destinée à faciliter la construction de centrales électriques. Kaufman et Kaufman considèrent malgré tout les décisions de Carter comme « la législation énergétique la plus radicale de l'histoire de la nation ». Les importations de pétrole aux États-Unis, après avoir atteint un record de 2,4 milliards de barils en 1977 (soit 50 % des réserves du pays), diminuèrent de moitié entre 1979 et 1983 tandis que la consommation d'énergie par habitant chuta de 10 % sur la même période.

### Situation économique
| Année   | Revenu | Dépenses | Surplus/ Déficit | PIB    | Dette en % du PIB |
| ------- | ------ | -------- | ---------------- | ------ | ----------------- |
| 1977    | 355,6  | 409,2    | -53,7            | 2028,4 | 21,1              |
| 1978    | 399,6  | 458,7    | -59,2            | 2278,2 | 26,6              |
| 1979    | 463,3  | 504,0    | -40,7            | 2570,0 | 24,9              |
| 1980    | 517,1  | 590,9    | -73,8            | 2796,8 | 25,5              |
| 1981    | 599,3  | 678,2    | 79,0             | 3138,4 | 25,2              |
| Sources | [ 69 ] | [ 69 ]   | [ 69 ]           | [ 70 ] | [ 71 ]            |

L'histoire économique de la présidence de Jimmy Carter peut se diviser grossièrement en deux parties égales. Les deux premières années de son mandat furent une période de continuel redressement de la sévère récession économique subie par les États-Unis de 1973 à 1975, qui laissa l'investissement fixe à son niveau le plus bas depuis la récession de 1970 et un taux de chômage à 9 %. Les deux dernières années furent quant à elles marquées par une inflation à deux chiffres, couplée à des taux d'intérêt extrêmement élevés, des pénuries de carburant et une croissance économique au ralenti. L'économie du pays progressait à une moyenne de 3,4 % (en accord avec la moyenne historique) et sous Carter, plus d'emplois furent créés par mois dans le secteur privé que sous n'importe quelle autre administration depuis 1950, l'administration Clinton exceptée. Le déficit de la balance commerciale fut quant à lui légèrement résorbé, de 42,3 milliards de dollars en 1978 à 36 milliards en 1980. 
L'économie des États-Unis, qui avait bénéficié d'une hausse de 5 % en 1976, continua de croître dans des proportions similaires au cours des deux années suivantes. Le chômage chuta de 7,5 % en janvier 1977 à 5,6 % en mai 1979, avec environ 9 millions d'emplois créés dans cet intervalle et un revenu médian des ménages en progression de 5 % entre 1976 et 1978. L'investissement fixe dans le secteur privé (machineries et construction) augmenta de 30 % de 1976 à 1979, croissance identique à celle connue dans la vente et la construction de logements en 1978, tandis que la production industrielle ainsi que la fabrication et la vente de moteurs de voiture frisaient les 15 %. À l'exception des nouvelles mises en chantier, toujours établies un peu en dessous de leur pic de 1972, chacun de ces secteurs de référence atteignit des records de croissance en 1978 ou en 1979.

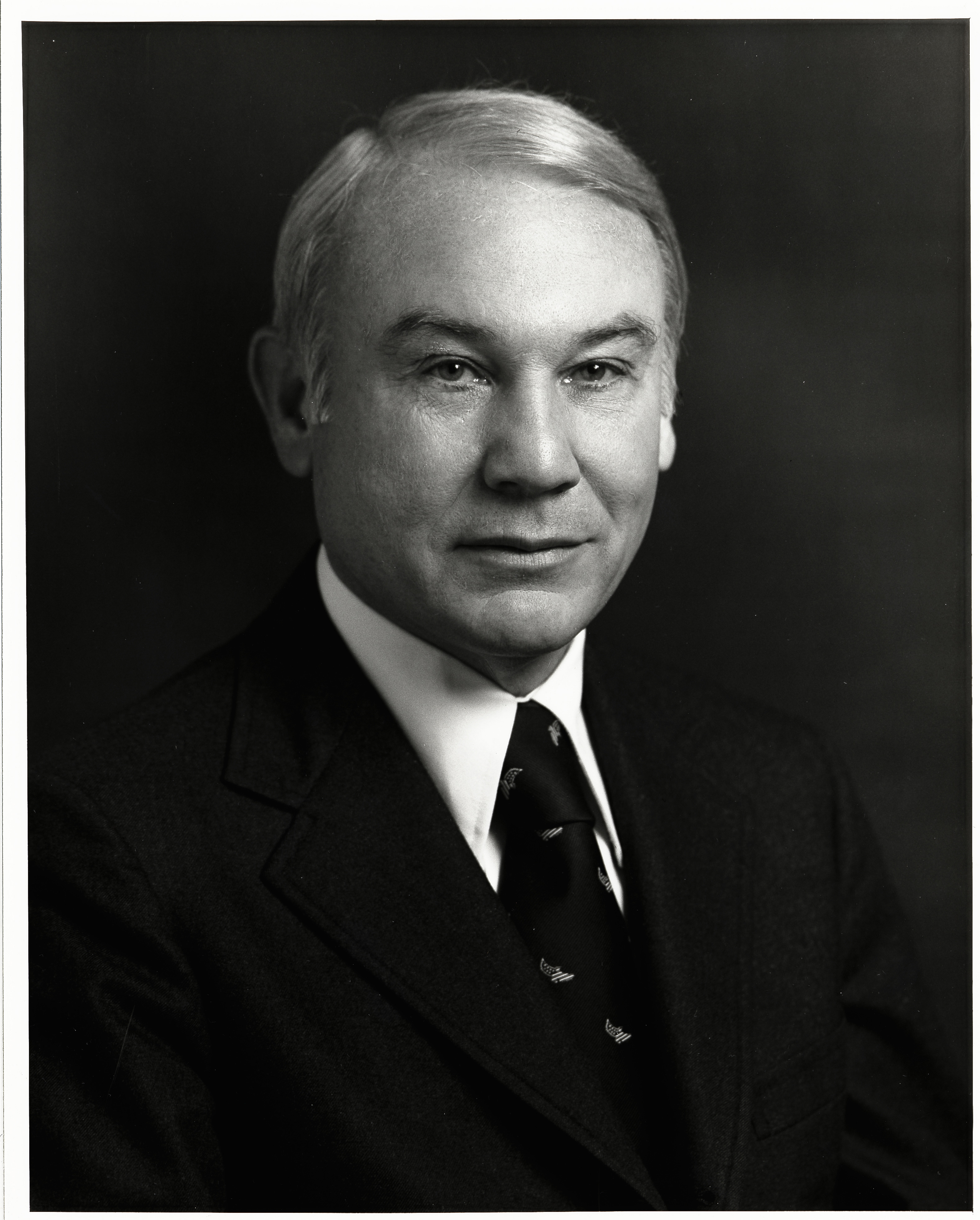
La politique monétaire laxiste du président de la Réserve fédérale, G. William Miller, conduit à une hausse de l'inflation que vient considérablement aggraver le choc pétrolier de 1979.

Le deuxième choc pétrolier de 1979 mit cependant un terme à cette période de prospérité. L'inflation et les taux d'intérêt bondirent tandis que la croissance économique, la création d'emploi et la confiance des consommateurs diminuèrent rapidement. Alors que la politique monétaire laxiste adoptée par le président de la Réserve fédérale américaine, G. William Miller, avait déjà contribué à une situation de forte inflation, qui passa de 5,8 % en 1976 à 7,6 % en 1978, la décision de l'OPEP de multiplier soudainement le prix du pétrole par deux conduisit à une inflation à deux chiffres qui atteignit 11,3 % en 1979 et 13,5 % en 1980. À l'instar de Nixon, Carter demanda au Congrès d'imposer un contrôle des prix sur l'énergie, la médecine et les frais de consommation, mais l'opposition du Capitole l'empêcha d'en obtenir l'application. Le 1er juillet 1979, Carter eut recours au Energy Policy and Conservation Act — voté par le Congrès en 1975 sous la présidence de Gerald Ford — afin de déréguler les prix sur le pétrole domestique et ainsi encourager à la fois la production de pétrole et les économies de carburant.
À l'issue d'un important remaniement ministériel en août 1979, Carter nomma Paul Volcker au poste de président de la Réserve fédérale en remplacement de Miller devenu secrétaire au Trésor. Tout au long de son mandat, Volcker conduisit une politique monétaire rigoureuse destinée à réduire l'inflation mais qui eut également pour effet de ralentir encore davantage la croissance. Sous sa direction, la Réserve fédérale augmenta le taux d'escompte de 10 % en août 1979 à 12 % deux mois après. Le taux directeur dépassa même le taux des fonds fédéraux américains en atteignant 20 % au mois de mars 1980. Estimant que l'inflation était arrivée à un « stade critique », Jimmy Carter décréta par ordre exécutif la mise en œuvre d'un plan d'austérité ; le taux d'inflation et le taux d'intérêt à court terme atteignirent les 18 % en février et mars 1980. Le 14 mars, le président annonça l'instauration d'un contrôle sur le crédit, une première depuis la Seconde Guerre mondiale.
Cette politique, combinée avec des taux d'intérêt records, aboutit à une forte récession économique au printemps 1980. La baisse soudaine du PIB au cours du deuxième trimestre provoqua une augmentation du taux de chômage, qui passa de 6 % à 7,5 % au mois de mai, tandis que la production dans les secteurs de l'automobile et du logement s'effondra de presque 20 % pour atteindre son niveau le plus bas depuis la récession de 1975. Les contrôles sur le crédit furent supprimés par Carter en mai 1980 et le taux directeur chuta à 11 % fin juillet alors que la courbe de l'inflation s'inversa et repassa sous les 13 % pour le restant de l'année. La sévère récession économique qui eut lieu alors que Carter menait campagne en faveur de sa réélection contribua néanmoins à sa défaite face au candidat républicain Ronald Reagan lors de l'élection présidentielle de 1980.
Durant la deuxième partie de l'année 1980, les faibles taux d'intérêt et l'assouplissement des contrôles sur le crédit marquèrent une période de redressement économique. Même si certains domaines particulièrement touchés par la récession eurent de grandes difficultés à se rétablir, à l'exemple de la construction automobile et du logement, le PIB et l'emploi retrouvèrent leur niveau d'avant la crise dès le premier trimestre de 1981, et l'indice S&P 500 (qui était resté aux alentours de 100 depuis 1976) grimpa jusqu'à 140 au cours des derniers mois de 1980. Afin de contrebalancer la reprise de la croissance, la Fed décida de fixer des taux d'intérêt très élevés, si bien qu'en décembre 1980 le taux directeur s'établissait à 21,5 %, le plus haut taux jamais atteint durant l'histoire des États-Unis tous présidents confondus. L'administration Carter demeura fiscalement conservatrice durant les deux périodes de croissance et de récession économiques, mettant son veto à de nombreux projets liés à une hausse des dépenses tout en appliquant la dérégulation dans le secteur énergétique et le domaine des transports.

### Santé

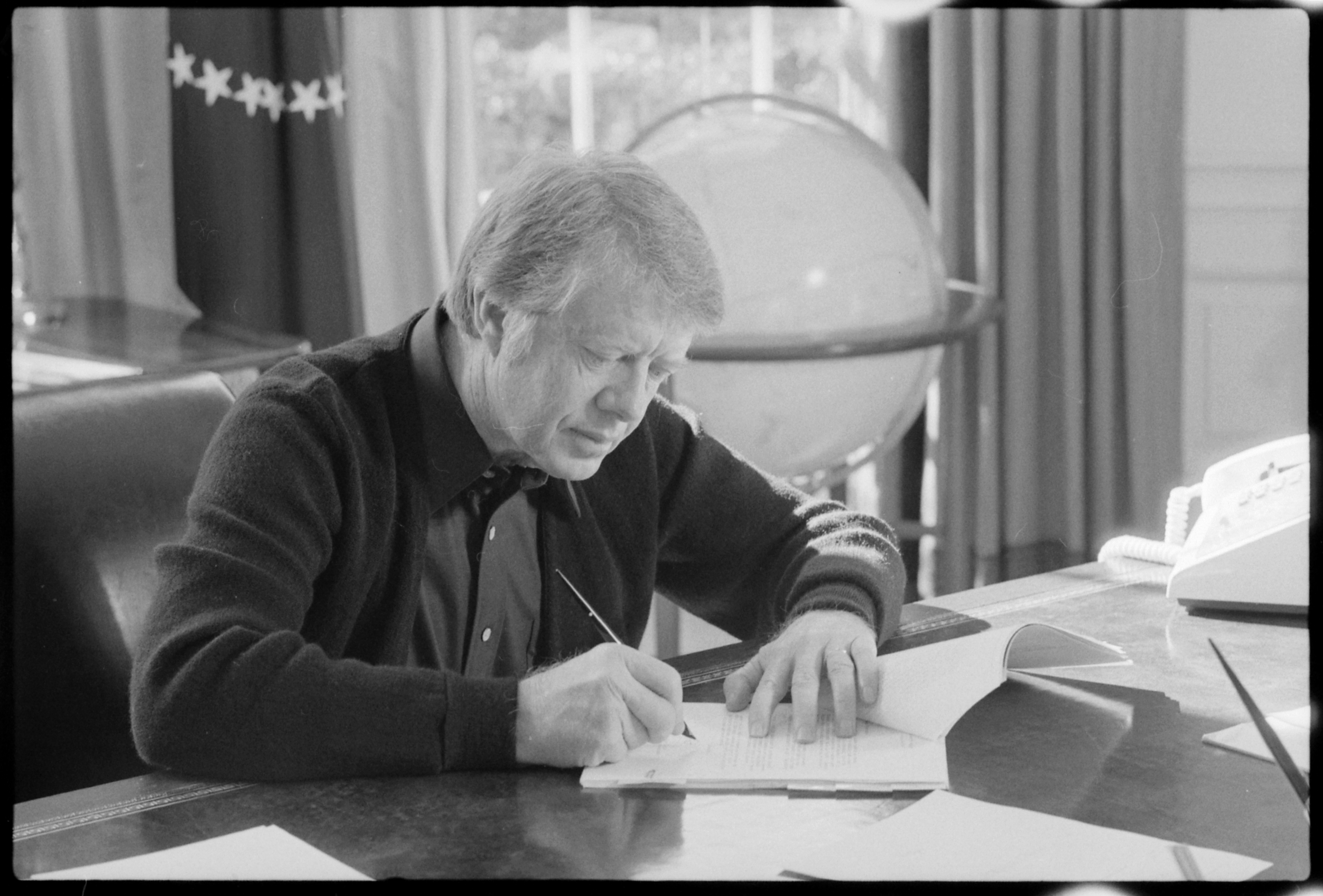
Jimmy Carter travaillant à son bureau, en février 1977.

En avril 1976, Carter proposa une réforme des soins de santé incluant certains éléments-clés du projet de loi pour la couverture maladie universelle, soutenu par le sénateur démocrate Ted Kennedy. En 1977, la plupart des Américains disposaient d'une couverture santé via Medicare, Medicaid ou des assurances privées, mais environ 10 % de la population en était encore dépourvue. La mise en place d'une assurance maladie universelle fut la principale priorité des syndicats et de nombreux démocrates libéraux, mais Carter était préoccupé par les coûts et par l'impact sur l'inflation que risquait d'engendrer un tel système. Il retarda l'examen de la loi tout au long de l'année 1977 et décida en dernier ressort de ne pas soutenir les efforts de Kennedy en faveur d'une couverture maladie pour l'ensemble des Américains. Kennedy eut de nombreux entretiens avec des membres de l'administration pour tenter d'établir un compromis sur la question des soins de santé mais les négociations échouèrent en juillet 1978. Les relations entre Kennedy et Carter, plutôt bonnes jusque-là, se dégradèrent fortement à la suite de cet épisode. 
Trois ans plus tard, en juin 1979, Carter proposa une réforme plus limitée de l'assurance maladie — un mandat d'employeur pour fournir une assurance privée pour maladies graves, une couverture sans partage des coûts pour les femmes enceintes et les nourrissons, une extension du Medicaid au niveau fédéral avec élargissement aux familles les plus pauvres sans enfants mineurs à leur charge, ainsi que l'adjonction au Medicare d'une couverture « catastrophe ». Kennedy rejeta toutefois ce plan qu'il jugeait trop timoré. En novembre 1979, le sénateur Russell Long, à la tête de la majorité conservatrice et bipartisane du Comité des finances du Sénat, défendit le recours au mandat d'employeur pour la mise en place d'une couverture « catastrophe » seulement et pour l'adjonction de cette dernière au Medicare ; il abandonna toutefois ses efforts en 1980 en raison des contraintes budgétaires.
Carter initia en avril 1977 un projet de contrôle obligatoire des coûts hospitaliers, qui resta longtemps en suspens avant d'être rejeté par la Chambre en 1979. Des progrès furent réalisés dans le domaine de la santé au travail avec la nomination du docteur Eula Bingham au poste de directrice de l'OSHA. Forte de son expérience de physiologiste spécialiste des cancérogènes, Bingham procéda à une augmentation et une simplification des normes médicales et redirigea les fonds alloués à son administration aux groupes industriels en difficulté ; elle imposa par ailleurs une réglementation très stricte sur les taux d'exposition aux particules, plomb et benzène des employés au travail, permettant ainsi aux travailleurs de mieux connaître les risques liés à l'exercice de leur profession. Ces mesures furent appliquées dans un contexte de forte opposition, non seulement celle des républicains, mais également d'une partie de l'administration Carter — notamment le membre du Council of Economic Advisers Charles Schultze et son supérieur direct, le secrétaire au Travail Ray Marshall. Les réformes entamées par Bingham, pour leur plus grande part, ne furent finalement jamais mises en œuvre ou furent purement et simplement annulées.
Dans le même temps, les programmes en faveur des femmes furent renforcés. Adopté en 1978, le Pregnant Discrimination Act (loi contre la discrimination de la grossesse) interdisait aux entreprises et aux organisations de discriminer les employées enceintes et offrait à ces dernières une protection dans les établissements de santé et des soins médicaux adaptés.

### Réforme de la sécurité sociale et de la fiscalité
En 1978, le National Consumer Cooperative Bank Act autorisa à procéder à des levées de fonds qui devaient ensuite être redistribués à des taux d'intérêt très faibles aux jeunes coopératives. La couverture du salaire minimum fut étendu aux travailleurs agricoles, et, à la suite des Age Discrimination in Employment Act Amendments de 1978, la limite d'âge fixée pour l'obtention de la protection contre la discrimination liée à l'âge dans les emplois non-fédéraux et le secteur privé passa de 65 à 70 ans. À cet ensemble de décisions s'ajoutèrent en outre la suppression de l'achat obligatoire des tickets d'alimentation, la proposition du Low Income Home Energy Assistance Program destiné à aider les familles dans le règlement de leur facture de chauffage et l'adoption de la toute première loi fédérale relative à l'emploi pour la jeunesse.
Le Fair Debt Collection Practices Act (FCDPA ou loi pour un recouvrement équitable des créances) fut adopté pour mettre fin aux « pratiques injustes et abusives dans le recouvrement de dette ».

### Éducation
En octobre 1979, Carter ratifia le Department of Education Organization Act qui donnait naissance au département de l'Éducation des États-Unis. Le premier responsable de ce nouveau ministère fut Shirley Hufstedler, une juge progressiste de Californie. Le programme Head Start fut élargi, avec 43 000 familles et enfants supplémentaires, tandis que la part des dépenses fédérales (hors défense) consacrées à l'éducation fut multipliée par deux. En 1978, les Child Nutrition Amendments introduisirent une mesure classique du revenu national pour l'admissibilité aux programmes, basée elle-même sur la mesure des revenus prescrits pour une réduction du prix sur les repas scolaires. Cette loi renforça en outre le précédent texte sur l'éducation nutritionnelle contenu dans le programme WIC en demandant une hausse des moyens alloués à cette dernière à l'ensemble des adhérents au programme. Dans le même temps, Carter s'opposa aux allégements fiscaux pour les écoles protestantes du Sud, ce qui lui aliéna une partie de la droite religieuse. Il contribua également à l'échec du projet de loi Moynihan-Packwood qui souhaitait instaurer des crédits d'impôt pour les frais de scolarité à destination des parents désireux de placer leurs enfants dans l'enseignement privé.

### Politique environnementale

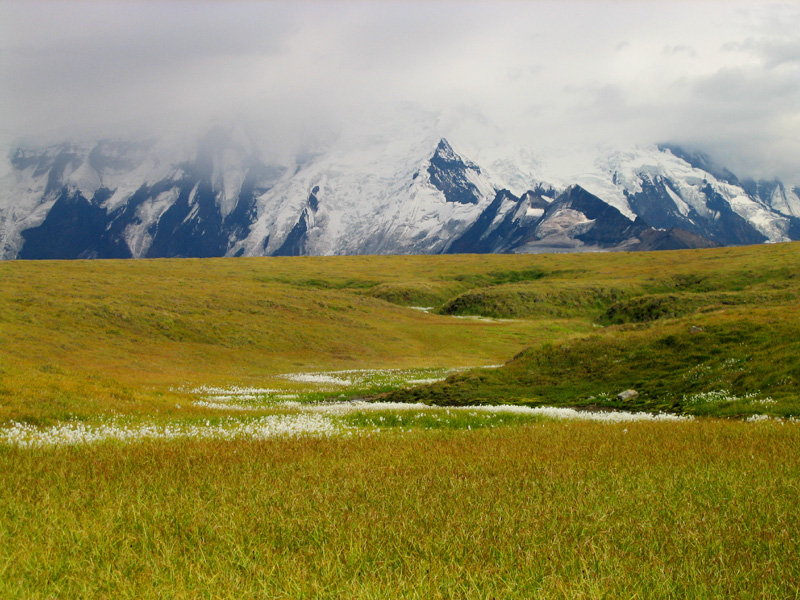
Le parc national de Wrangell - Saint-Élie.

Qualifié de président « écologiste », Carter introduisit durant son mandat de nombreuses réformes en faveur de la protection de l'environnement. Le 11 décembre 1980, il ratifia le Comprehensive Environmental Response, Compensation, and Liability Act of 1980 (CERCLA), communément désigné sous le nom de Superfund, une loi fédérale relative à la décontamination des sites pollués par des substances chimiques. Le président fit également installer 32 panneaux solaires sur le toit de la Maison-Blanche, le 20 juin 1979, afin de promouvoir l'utilisation de l'énergie solaire.
Le 2 décembre 1980, il intégra dans la législation le Alaska National Interest Lands Conservation Act prévoyant la création ou la remise en état de plusieurs parcs nationaux et l'élargissement du champ d'action du United States Forest Service et de l'United States Fish and Wildlife Service à un certain nombre de territoires ; ce furent finalement 421 000 km2 de terres d'Alaska qui furent transformés en réserves naturelles, parmi lesquels près de la moitié se virent décerner le statut de contrées sauvages.

### Autres actions et réformes
Sous la présidence de Carter, le département de la Santé, de l'Éducation et des Services sociaux des États-Unis fut scindé en un département de l'Éducation et un département de la Santé et des Services sociaux. Le président fit également passer par la voie législative une importante réforme de la fonction publique, la première depuis près d'un siècle.
Carter fit voter en 1978 le Surface Mining Control and Reclamation Act, avec l'intention de permettre à l'industrie houillère d'exploiter les réserves de charbon sans endommager les autres ressources naturelles, tandis que le Federal Mine Safety and Health Act tendait à assurer une meilleure protection des mineurs à leur lieu de travail.
Il fut le premier président à aborder le sujet des droits accordés aux personnes lesbiennes, gays, bisexuels et transgenres. Il s'opposa ainsi à l'initiative Briggs, une proposition de loi californienne visant à empêcher les personnes gays et les partisans des droits pour les homosexuels d'enseigner dans les écoles publiques, et c'est sous son mandat que fut organisée la première rencontre entre la Maison-Blanche et les chefs de file du mouvement pro-gay. Carter était favorable à la politique de discrimination positive et son administration présenta un mémoire (amicus curiae) à la Cour suprême dans le cadre de l'affaire Regents of the Univ. of Cal. v. Bakke. En 1978, la Cour suprême déclara que le concept de discrimination positive était conforme à la Constitution mais interdit en revanche l'utilisation de quotas raciaux pour les admissions dans l'enseignement supérieur. La Première dame Rosalynn Carter soutint publiquement la ratification de l'Equal Rights Amendment et son mari appuya la prolongation de la période nécessaire à l'adoption du texte. 
Toujours sous Carter, l'administration américaine promulgua le Airline Deregulation Act, qui abolit l'Office de l'aviation civile (Civil Aeronautics Board) et instaura une déréglementation dans les transports par camion, les transports ferroviaires, les communications et le secteur financier.
Fut aussi voté en 1977 le Housing and Community Development Act, qui prévoyait notamment le lancement du programme Urban Development Action Grant afin de venir en aide financièrement aux villes les plus démunies, ainsi que des prestations plus étendues pour les handicapés et les personnes âgées et les bases du Community Reinvestment Act de 1978, qui visait à empêcher les banques de refuser des prêts ou des crédits aux communautés les plus pauvres.

## Politique étrangère

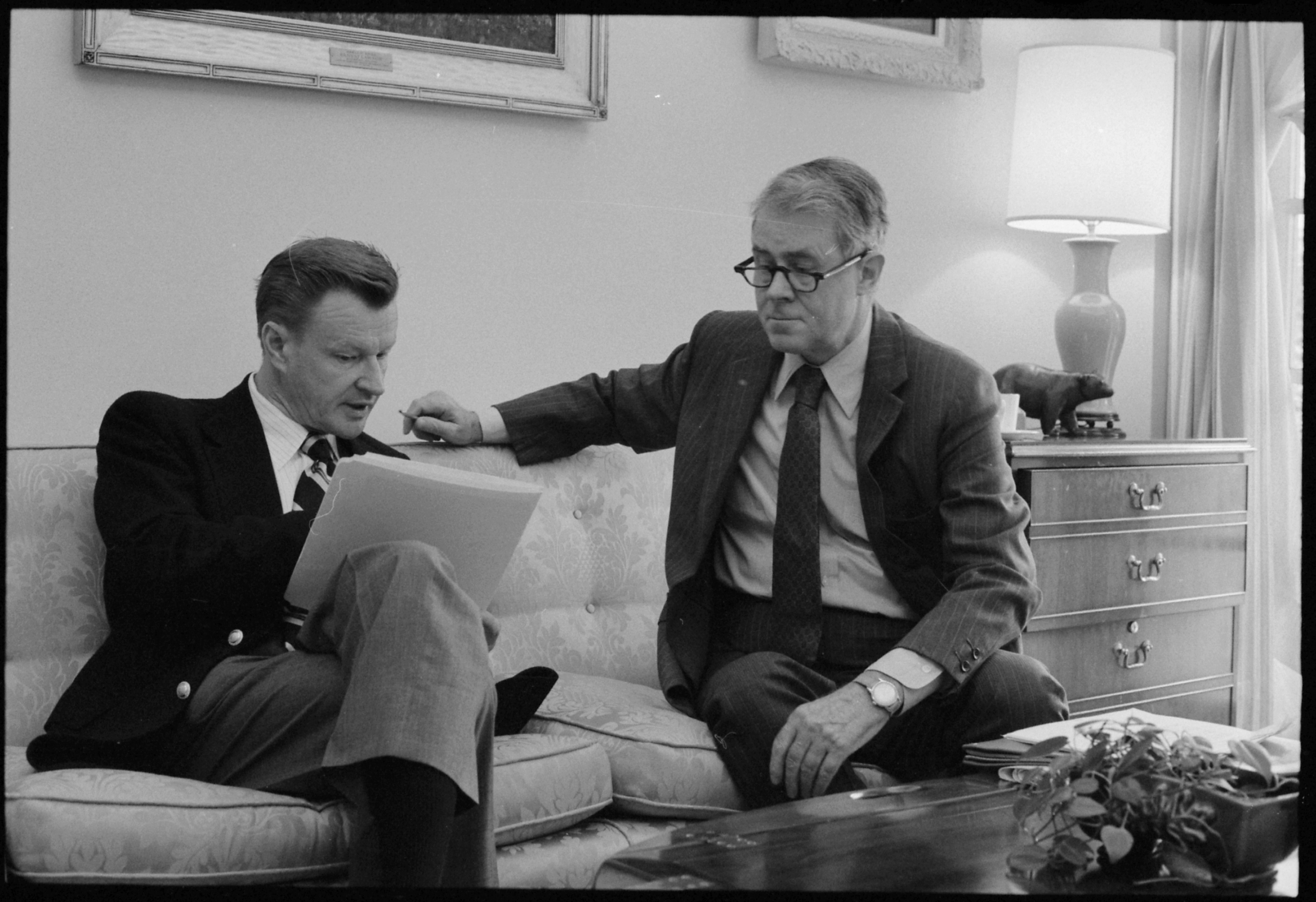
Le conseiller à la sécurité nationale Zbigniew Brzeziński et le secrétaire d'État Cyrus Vance en juin 1977.

Carter fut très impliqué dans l'élaboration de sa politique étrangère. Rompant avec la realpolitik de Nixon et de Kissinger, qui visait à articuler le maintien des intérêts américains avec la notion d'équilibre des puissances, il conféra à son approche des relations internationales une dimension morale, fondée principalement sur le respect des droits de l'homme. Dans le même esprit, il accorda une importance primordiale à la défense des valeurs démocratiques, la limitation des arsenaux nucléaires et la lutte contre la pauvreté à l'échelle mondiale. Ces choix marquèrent une rupture dans la ligne de conduite tenue par plusieurs de ses prédécesseurs, dans laquelle les crimes humanitaires étaient souvent négligés lorsqu'ils étaient commis par un gouvernement allié — ou supposé tel — aux États-Unis. Carter prit également ses distances avec la politique d'endiguement longtemps menée à l'encontre de l'Union soviétique. 
Toutefois, en dépit d'une volonté de rupture avec l'ère Nixon en matière de centralisation du pouvoir, l'exécutif conserva sous Carter toute latitude dans la formulation d'une politique étrangère principalement orchestrée par le Conseil de sécurité nationale. Au sein de l'administration démocrate, l'influence du conseiller à la sécurité nationale Zbigniew Brzeziński supplanta ainsi celle du secrétaire d'État Cyrus Vance, qui démissionna en 1980 du fait de ses trop nombreux désaccords avec Brzeziński. Pour les spécialistes Charles-Philippe David, Louis Balthazar et Justin Vaïsse, cette situation fut préjudiciable à Carter dans la mesure où le président fut contraint de renoncer à « une approche collégiale de la prise de décision » au profit d'« un système hautement compétitif et qu'il peine à maîtriser ». Quant à la CIA, dont les agissements obscurs et les méthodes controversées avaient été exposés au grand jour par les investigations de la presse et de la commission Rockefeller, elle n'était plus aussi active et influente que par le passé. Dans le même temps, les idéaux de Carter en matière de politique étrangère n'empêchèrent pas le recours à des actions unilatérales telles que la dépréciation du dollar qui, tout en stimulant la compétitivité économique du pays, affecta les relations des États-Unis avec certains de leurs alliés comme l'Allemagne de l'Ouest ou le Japon.

### Guerre froide

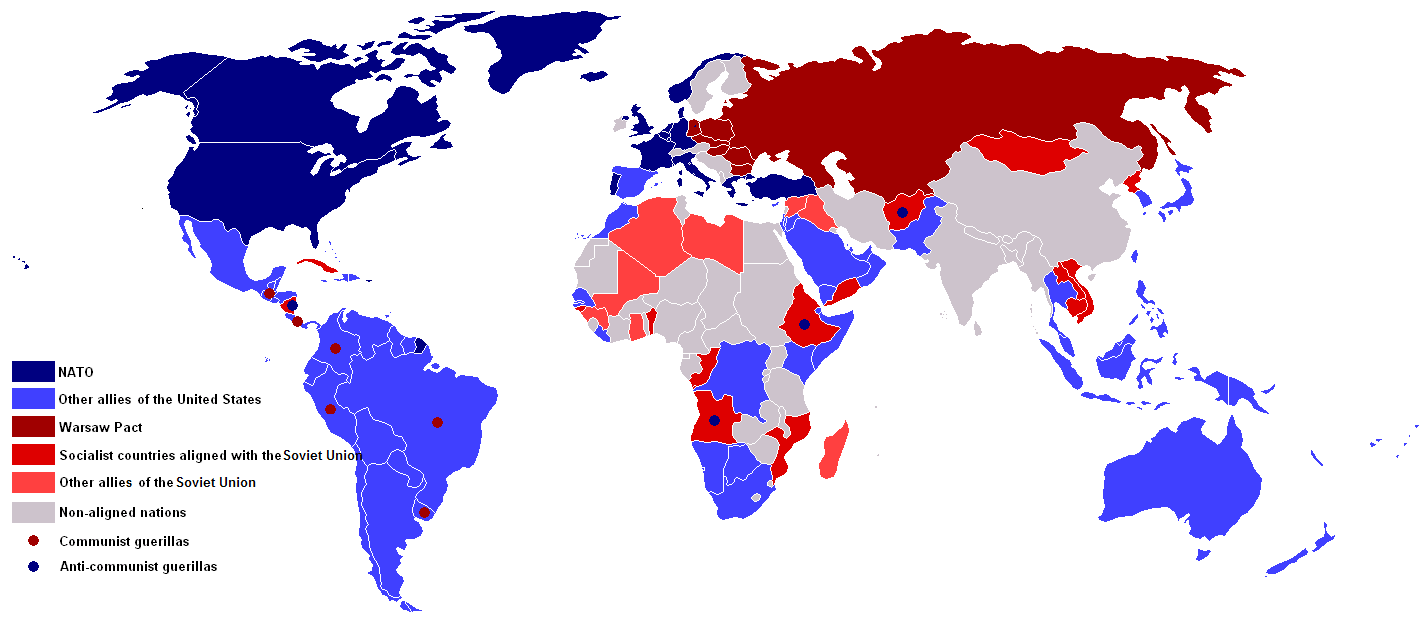
Carte de la situation géopolitique internationale en 1980.

Carter entra en fonction pendant la guerre froide, dans une période de tensions géopolitiques entre les États-Unis et l'Union soviétique. La fin des années 1960 et le début des années 1970 initièrent une phase de détente qui vit un apaisement des relations entre les deux superpuissances. La guerre froide perdit de son importance sur le plan international et certains contemporains de Carter le désignèrent même comme le premier président de l'après-guerre froide. Les relations avec l'URSS continuèrent toutefois d'être un facteur important de la politique étrangère américaine, surtout à la fin des années 1970 et au début des années 1980. Une grande partie des membres de l'administration Carter, y compris Carter lui-même, faisaient partie de la Commission trilatérale qui traitaient en priorité les questions relatives à la guerre froide. Cette organisation défendait une approche de la politique étrangère centrée sur l'aide aux pays du tiers-monde et sur l'amélioration des relations avec l'Europe occidentale et le Japon. Le cabinet Carter était divisé à ce sujet entre le secrétaire d'État Cyrus Vance, qui souhaitait améliorer les rapports avec l'Union soviétique et le tiers-monde, et le conseiller à la sécurité nationale Zbigniew Brzeziński, qui prônait régulièrement la confrontation avec l'URSS. 

#### Droits de l'homme
L'accent mis par l'administration Carter sur le respect des droits de l'homme s'inscrivait, plus largement, dans le contexte d'une meilleure prise en compte de cette thématique au cours des années 1970, avec l'essor d'organisations non gouvernementales comme Amnesty International ou Human Rights Watch. Carter nomma la militante des droits civiques Patricia M. Derian au poste de coordinateur pour les Droits de l'homme et les Affaires humanitaires ; en août 1977, la fonction fut élevée à celle de secrétaire d'État assistant des États-Unis. Derian mit en place le Country Reports on Human Rights Practices, publié chaque année depuis 1977 et dont les conclusions influencèrent l'octroi de l'aide militaire américaine à l'étranger. 
L'attention plus scrupuleuse accordée par Washington à la défense des droits de l'homme eut d'importantes répercussions en Amérique latine. L'administration Carter rompit ainsi avec le soutien historique fourni par les États-Unis au régime somoziste installé au Nicaragua et aida le nouveau gouvernement formé par le Front sandiniste de libération nationale, qui avait pris le pouvoir après la chute de Somoza. Elle réduisit également voire mit fin à l'aide militaire dispensée au Chili d'Augusto Pinochet, au Brésil d'Ernesto Geisel et à l'Argentine de Jorge Rafael Videla au motif que ces dirigeants s'étaient rendus coupables d'atteintes aux droits humains. Carter continua cependant à soutenir le gouvernement du Salvador malgré les supplications de l'archevêque Óscar Romero, qui fut assassiné quelque temps plus tard pour avoir critiqué les violations des droits de l'homme commises dans son pays.
En ce qui concernait l'Afrique, Carter et son ambassadeur aux Nations unies Andrew Young ― qui était alors le premier Afro-Américain à occuper une fonction diplomatique d'envergure ― cherchèrent à promouvoir une politique plus sensible au respect des droits de l'homme qu'aux enjeux de la guerre froide. En 1978, Carter fut le premier président américain en exercice à se rendre sur le continent africain. À rebours de ses prédécesseurs, il prit fermement position contre la domination des minorités blanches de Rhodésie et d'Afrique du Sud. Fort du soutien de la Maison-Blanche, l'ONU adopta la résolution 418 qui imposait un embargo sur les armes contre le régime sud-africain. Carter convainquit en outre le Congrès d'abroger l'amendement Byrd afin de rétablir les sanctions à l'égard du gouvernement rhodésien de Ian Smith. Sous la pression des États-Unis, ce dernier organisa en 1979 de nouvelles élections qui débouchèrent sur la nomination de Robert Mugabe au poste de Premier ministre et, peu après, sur la proclamation du Zimbabwe. Le suivi attentif du processus de transition entre Rhodésie et Zimbabwe par Carter reflétait son intention d'empêcher des gains soviétiques dans cette région et de réaliser des progrès dans le domaine de l'égalité raciale.
La meilleure prise en compte des droits de l'homme dans la formulation de la politique étrangère américaine, telle que soutenue par Derian et le directeur de la planification politique du département d'État Anthony Lake, se heurta néanmoins à l'hostilité du conseiller à la sécurité nationale Zbigniew Brzeziński, pour qui les enjeux relatifs à la guerre froide étaient prioritaires. Ces divergences de point de vue atteignirent leur paroxysme en 1979, lors de la chute du régime du Kampuchéa démocratique dirigé par le dictateur Pol Pot, coupable de génocide, à la suite de l'invasion du Cambodge par le Viêt Nam. Sur l'insistance de Brzeziński, l'administration refusa de reconnaître le nouveau gouvernement cambodgien en raison de ses attaches avec l'URSS. 
Indépendamment des considérations relatives aux droits de l'homme, Carter renouvela le soutien des États-Unis au dirigeant du Zaïre Mobutu Sese Seko, notamment lors du conflit qui opposa ce dernier à des insurgés soutenus par l'Angola durant la première et la deuxième guerre du Shaba. Son administration s'abstint également de condamner les violations des droits de l'homme commises aux Philippines, en Indonésie, en Corée du Sud, en Iran, en Israël, en Égypte, en Arabie saoudite et au Nord-Yémen,. Alors qu'il s'était exprimé en faveur d'une restriction des ventes d'armes américaines à l'étranger, celles-ci se poursuivirent à un rythme important, en particulier à destination du Moyen-Orient. Carter maintint par ailleurs les exportations de combustibles nucléaires à l'Inde, qui disposait depuis peu de l'arme atomique, et rétablit en 1980 l'aide fournie par les États-Unis au Pakistan ― qu'il avait pourtant suspendu l'année précédente ― à la suite de l'invasion de l'Afghanistan par les Soviétiques.

#### SALT II

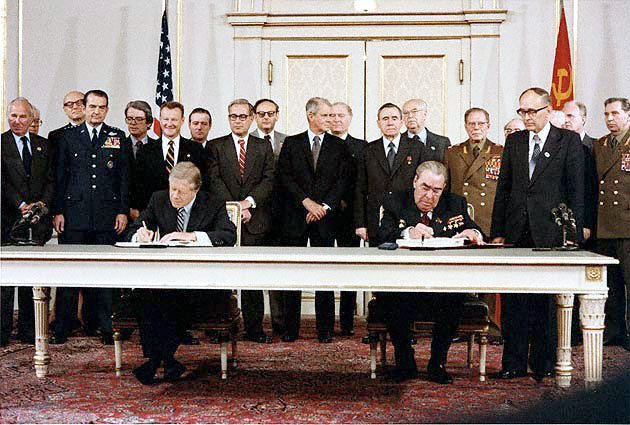
Jimmy Carter et Léonid Brejnev signant l'accord SALT II à Vienne, en Autriche, le 18 juin 1979.

Ford et Nixon avaient souhaité amorcer une deuxième phase des négociations sur la limitation des armements stratégiques (SALT), qui avaient permis de fixer une limite au nombre d'armes nucléaires détenues par les États-Unis et par l'Union soviétique. Carter souhaitait également parvenir à un accord pour réduire, et non pas simplement limiter, les arsenaux nucléaires des deux superpuissances. En août 1977, il autorisa le développement de la bombe à neutrons mais aucun pays membre de l'OTAN n'était prêt à accueillir une telle arme sur son territoire et Carter fut contraint de renoncer à ce projet en avril 1978. 
Dans le même temps, il critiqua le bilan de l'URSS en matière de droits de l'homme car il pensait que les négociations ne seraient pas bien accueillies par le public s'il se montrait trop empressé de conclure un accord avec Moscou. Carter et le dirigeant soviétique Léonid Brejnev signèrent l'accord SALT II en juin 1979. Cependant, la chute de la popularité de Carter ainsi que l'opposition des républicains et des démocrates néoconservateurs compliquèrent le processus de ratification. Les relations américano-soviétiques se dégradèrent à la suite de l'invasion de l'Afghanistan par l'URSS et le traité SALT II ne fut, en définitive, jamais ratifié.

#### Afghanistan
L'Afghanistan, qui avait fait partie des pays non-alignés au début de la guerre froide, était dirigé depuis 1973 par un gouvernement pro-occidental. Le 27 avril 1978, les communistes dirigés par Nour Mohammad Taraki prirent le pouvoir en Afghanistan. Le nouveau régime — divisé entre le groupe extrémiste Khalq de Taraki et le Parcham, plus modéré — signa un traité d'entente avec l'Union soviétique en décembre de la même année. Les efforts de Taraki pour améliorer l'éducation laïque et la politique de redistribution des terres s'accompagnèrent d'une vague d'exécutions massives et d'oppression politique sans précédent dans l'histoire du pays, ce qui conduisit à la révolte des rebelles moudjahidines. Ayant dû faire face à un soulèvement général en avril 1979, Taraki fut finalement destitué de ses fonctions par son rival Hafizullah Amin au mois de septembre,,. Les dirigeants soviétiques craignaient que la présence d'un gouvernement islamiste en Afghanistan ne menaçât la position de l'URSS en Asie centrale et, devant la persistance des troubles, ils déployèrent 30 000 soldats à la frontière soviéto-afghane. 
Selon l'historien George C. Herring, Carter et Brzeziński voyaient tous les deux l'Afghanistan comme un « guêpier » potentiel où les forces soviétiques s'useraient dans un conflit inutile, incitant les États-Unis à fournir de l'aide aux rebelles moudjahidines dès le milieu de l'année 1979. Cependant, dans une étude publiée en 2020 dans le journal Diplomatic History, Conor Tobin écrit qu'« une intervention militaire soviétique n'était ni recherchée ni souhaitée par l'administration Carter […]. L'ébauche de programme secret qui se mit en place en réponse à l'influence croissante de l'URSS faisait partie d'un plan d'urgence au cas où les Soviétiques décideraient d'intervenir militairement, afin de permettre à Washington d'empêcher ces derniers de renforcer leur position, mais il n'avait pas pour but de provoquer une intervention ». Dans le courant du mois de décembre, le gouvernement d'Amin perdit le contrôle de la plus grande partie du pays, décidant l'URSS à envahir l'Afghanistan, exécuter Amin et à le remplacer à la présidence par le leader du Parcham Babrak Karmal,.
Carter fut surpris de l'invasion de l'Afghanistan par les Soviétiques car les services de renseignement américains étaient persuadés que Moscou n'oserait pas intervenir militairement. La CIA avait observé attentivement le déploiement des soldats soviétiques le long de la frontière afghane mais elle ne s'attendait pas à une invasion en bonne et due forme. Carter estima que la conquête de l'Afghanistan par l'armée soviétique constituait une menace sérieuse pour les intérêts américains dans la région du golfe Persique et il eut une réaction très ferme face à ce qu'il considérait comme une provocation. Il qualifia notamment l'invasion de « plus sérieuse menace qui pèse sur la paix depuis la Seconde Guerre mondiale ». Dans une allocution télévisée, le président annonça l'instauration de sanctions contre l'Union soviétique, renouvela son soutien au Pakistan et formula la doctrine Carter, qui stipulait que toute tentative de prise de contrôle du golfe Persique serait perçue comme une atteinte aux intérêts vitaux des États-Unis et entraînerait une riposte militaire,. Le dirigeant du Pakistan Muhammad Zia-ul-Haq s'était jadis disputé avec Carter au sujet du programme nucléaire pakistanais et de l'assassinat de Zulfikar Ali Bhutto, mais l'invasion de l'Afghanistan par les troupes soviétiques et l'instabilité politique de l'Iran donnèrent une nouvelle impulsion à l'alliance américano-pakistanaise. En collaboration avec l'Arabie saoudite et les services de renseignement pakistanais, Carter accrut l'aide américaine aux moudjahidines via le « programme afghan » élaboré par la CIA. Il annonça un peu plus tard que les États-Unis boycotteraient les Jeux olympiques d'été de 1980 à Moscou, ce qui déclencha une vive polémique.
L'intervention soviétique en Afghanistan modifia significativement la politique étrangère de Carter et mit fin à la période de détente entamée au milieu des années 1960. Revenant au concept classique de l'endiguement, les États-Unis se réconcilièrent avec leurs anciens alliés de la guerre froide et augmentèrent le budget de la défense, initiant une reprise de la course aux armements avec l'Union soviétique. Le soutien des États-Unis aux moudjahidines fut accentué par Ronald Reagan après le départ de Carter. Les Soviétiques échouèrent à réprimer l'insurrection et se retirèrent d'Afghanistan en 1989, ce qui précipita la chute définitive de l'URSS.

### Moyen-Orient

#### Accords de Camp David

Anouar el-Sadate, Jimmy Carter et Menahem Begin en discussion à Camp David, le 6 septembre 1978.

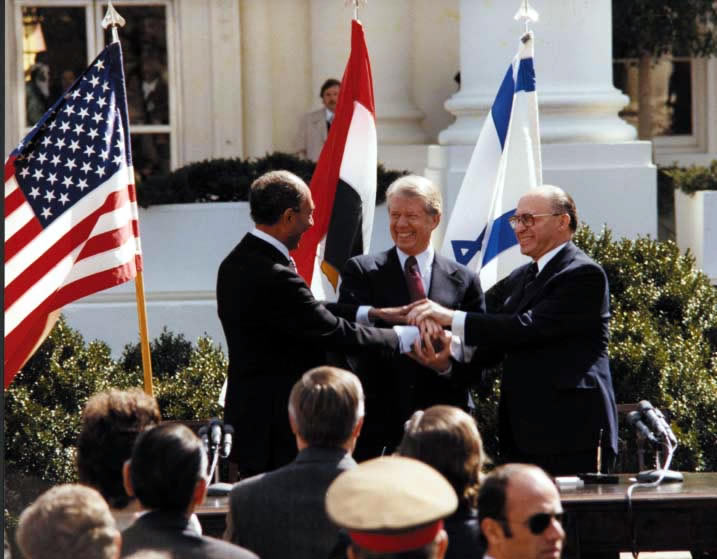
Anouar el-Sadate, Jimmy Carter et Menahem Begin après la signature du traité de paix entre Israël et l'Égypte à la Maison-Blanche, le 27 mars 1979.

Carter se montra très impliqué dans la recherche d'une solution au conflit israélo-arabe. Ses premières tentatives en ce sens, au cours de l'année 1977, se soldèrent toutefois par un échec. Cela n'empêcha pas Carter de convaincre le président égyptien Anouar el-Sadate d'effectuer, dès l'année suivante, une visite surprise en Israël qui fut largement condamnée par les pays membres de la Ligue arabe mais qui démontra la volonté de Sadate et du Premier ministre israélien Menahem Begin d'entamer des négociations bilatérales. Tandis que Begin réclamait des garanties de sécurité pour l'État hébreu, Sadate exigeait la restitution de la péninsule du Sinaï, conquise par l'armée israélienne durant la guerre du Kippour en 1973, et l'autonomie de la Cisjordanie ainsi que de la bande de Gaza, des territoires occupés depuis 1967 par Israël mais dont la population était majoritairement composée de Palestiniens. 
Afin d'approfondir ce dialogue, Carter invita ses homologues égyptien et israélien dans sa résidence de villégiature à Camp David en septembre 1978. Très vite, les échanges directs entre Sadate et Begin achoppèrent, ce qui incita le président américain à s'entretenir séparément avec chacun d'eux afin de trouver un terrain d'entente. Bien que favorable à la restitution du Sinaï, Begin était hostile à la création d'un État palestinien ; de plus, le déploiement des premières colonies israéliennes en Cisjordanie constituait un sérieux obstacle à la ratification d'un accord de paix. Incapables de s'entendre sur un retrait d'Israël de ce territoire, les deux parties parvinrent à un accord dans lequel l'État hébreu consentait à l'élection d'un gouvernement autonome en Cisjordanie et à Gaza tandis que l'Égypte devenait le premier pays arabe à reconnaître l'existence d'Israël. Les accords de Camp David furent signés par Carter, Sadate et Begin à Washington le 17 septembre 1978.
Cette première avancée diplomatique ne fut pas sans soulever une vague d'hostilité dans la population des deux pays signataires et, plus généralement, dans tout le monde arabe. En dépit de leurs différends, les gouvernements du Caire et de Tel Aviv travaillèrent à la rédaction d'un traité qui reprenait le contenu des accords. Ces efforts débouchèrent sur la ratification, le 26 mars 1979 à Washington, du traité de paix israélo-égyptien. Le rôle de Carter fut essentiel dans l'aboutissement de ce processus, comme en témoigne l'analyste Aaron David Miller : « de tous ceux à qui j'ai pu adresser la parole — Américains, Égyptiens ou Israéliens —, presque tous disaient la même chose : sans Carter, pas de traité de paix ». Carter lui-même considérait cet accord comme la principale réussite de son administration.

#### Création duRapid Deployment Force
Le 1er octobre 1979, quelques semaines avant la prise d'otage de l'ambassade américaine à Téhéran par un groupe de militants islamistes révolutionnaires, Jimmy Carter annonça la création du Rapid Deployment Force ou RDF. Le but de cette décision était de mettre en œuvre une force de frappe mobile composée d'éléments de l'US Army, de l'US Navy, de l'US Air Force et du corps des Marines, capable d'intervenir en toute indépendance sans avoir à recourir à des bases avancées où à l'accord de pays amicaux. Bien que devant théoriquement opérer sur tous les fronts, le RDF était particulièrement destiné à intervenir au Moyen-Orient. Cette décision fut entérinée au début de l'année 1980 par le discours de Carter sur l'état de l'Union, où le président déclara que toute tentative de prendre le contrôle de la région du Golfe Persique par une puissance étrangère serait considérée comme une atteinte aux intérêts vitaux des États-Unis et devrait être stoppée par tous les moyens nécessaires, y compris le recours à la force.

#### Révolution iranienne et crise des otages

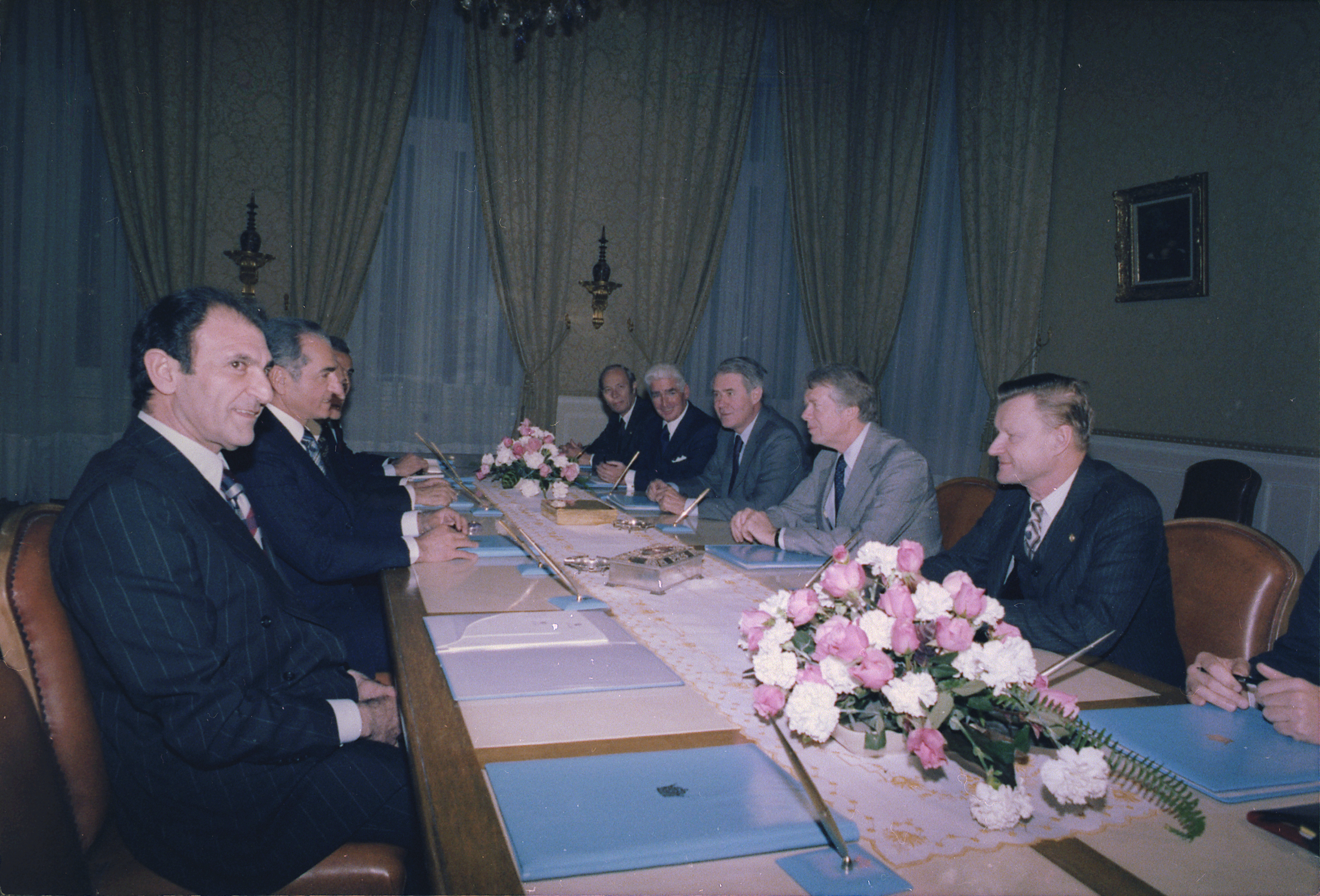
Le shah d'Iran Mohammad Reza Pahlavi rencontrant Alfred Atherton, William H. Sullivan, Cyrus Vance, Jimmy Carter et Zbigniew Brzeziński à Téhéran, en 1977.

Le shah d'Iran Mohammad Reza Pahlavi avait été un allié loyal des États-Unis depuis le coup d'État iranien de 1953. Dans les années qui suivirent l'arrivée au pouvoir du shah, le gouvernement américain fournit une aide à l'Iran qui exportait, en échange, une grande partie de sa production de pétrole vers les États-Unis. Carter, Vance et Brzeziński considéraient Téhéran comme un allié sûr dans le contexte de la guerre froide, non seulement pour ses réserves pétrolifères mais aussi pour son influence au sein de l'OPEP et sa situation stratégique à cheval entre l'Union soviétique et le golfe Persique. En dépit des atteintes aux droits de l'homme commises dans ce pays, Carter visita l'Iran à la fin de l'année 1977, congratula le Shah et autorisa la vente d'avions de chasse à l'armée iranienne. La même année, des émeutes éclatèrent dans plusieurs villes et se propagèrent rapidement à l'échelle du pays. La mauvaise conjoncture économique, l'impopularité de la « révolution blanche » menée par Pahlavi et la montée en puissance de l'islam accentuèrent le mécontentement de la population iranienne ; en outre, la plupart des Iraniens n'avaient pas une bonne opinion des États-Unis en raison de leur soutien à Pahlavi et de leur participation au coup d'État de 1953.
En 1978, une révolution éclata contre le régime de Pahlavi. Si le secrétaire d'État Vance pensait que des réformes menées en urgence par le shah étaient susceptibles d'apaiser la colère du peuple, Brzeziński était, quant à lui, partisan de la répression. Les avis contradictoires de Vance et de Brzeziński ne firent cependant qu'accroître l'indécision du shah. Celui-ci quitta finalement le pays en déléguant la gestion de la crise à un gouvernement provisoire. Une figure religieuse charismatique et populaire, l'ayatollah Rouhollah Khomeini, fut accueillie en héros par la population à son retour d'exil en février 1979. Alors que l'Iran était toujours en proie à des troubles, Carter autorisa Pahlavi à séjourner sur le territoire américain pour y recevoir un traitement médical. Carter et Vance étaient initialement réticents à autoriser la venue du shah compte tenu de la situation en Iran mais les dirigeants iraniens assurèrent que ce geste n'affecterait en rien les relations entre les deux pays. En novembre 1979, peu après l'arrivée du shah sur le sol américain, un groupe de militants iraniens prit d'assaut l'ambassade des États-Unis à Téhéran et retint 66 Américains en otages. Le Premier ministre iranien Mehdi Bazargan, après avoir réclamé la libération des otages, démissionna lorsque Khomeini apporta son soutien aux militants.
La crise fut rapidement au centre de l'actualité nationale et internationale. Carter promit de négocier le retour des otages mais refusa d'expulser Pahlavi en échange de leur libération. Son attitude fut approuvée, dans un premier temps, par une majeure partie des Américains et il bénéficia d'un regain de popularité dans les sondages ; cependant, la crise des otages devint de plus en plus problématique pour son administration à mesure qu'elle se prolongeait. Afin de mettre un terme à la captivité des otages, Carter lança en avril 1980 l'opération Eagle Claw, qui se solda par un désastre et coûta la vie à huit soldats américains. L'échec de l'opération renforça la position de Khomeini en Iran et entacha sérieusement la crédibilité de Carter. Ce dernier essuya une autre déconvenue lorsque Cyrus Vance, qui s'était opposé depuis le départ à l'opération, donna sa démission. L'Iran refusa toute négociation au sujet de la libération des otages avant le début de la guerre Iran-Irak en septembre 1980. Avec l'Algérie dans le rôle de médiateur, les négociations se poursuivirent pour aboutir à un accord entre les deux partis en janvier 1981. En échange de la libération des 52 otages américains, l'Iran obtint une compensation financière de 7 milliards de dollars, le dégel des fonds iraniens détenus aux États-Unis et la promesse que Washington n'essaierait plus d'interférer dans les affaires intérieures de l'Iran. Les otages furent relâchés quelques heures après le départ de Carter de la Maison-Blanche, le 20 janvier 1981.

### Amérique latine

#### Canal de Panama

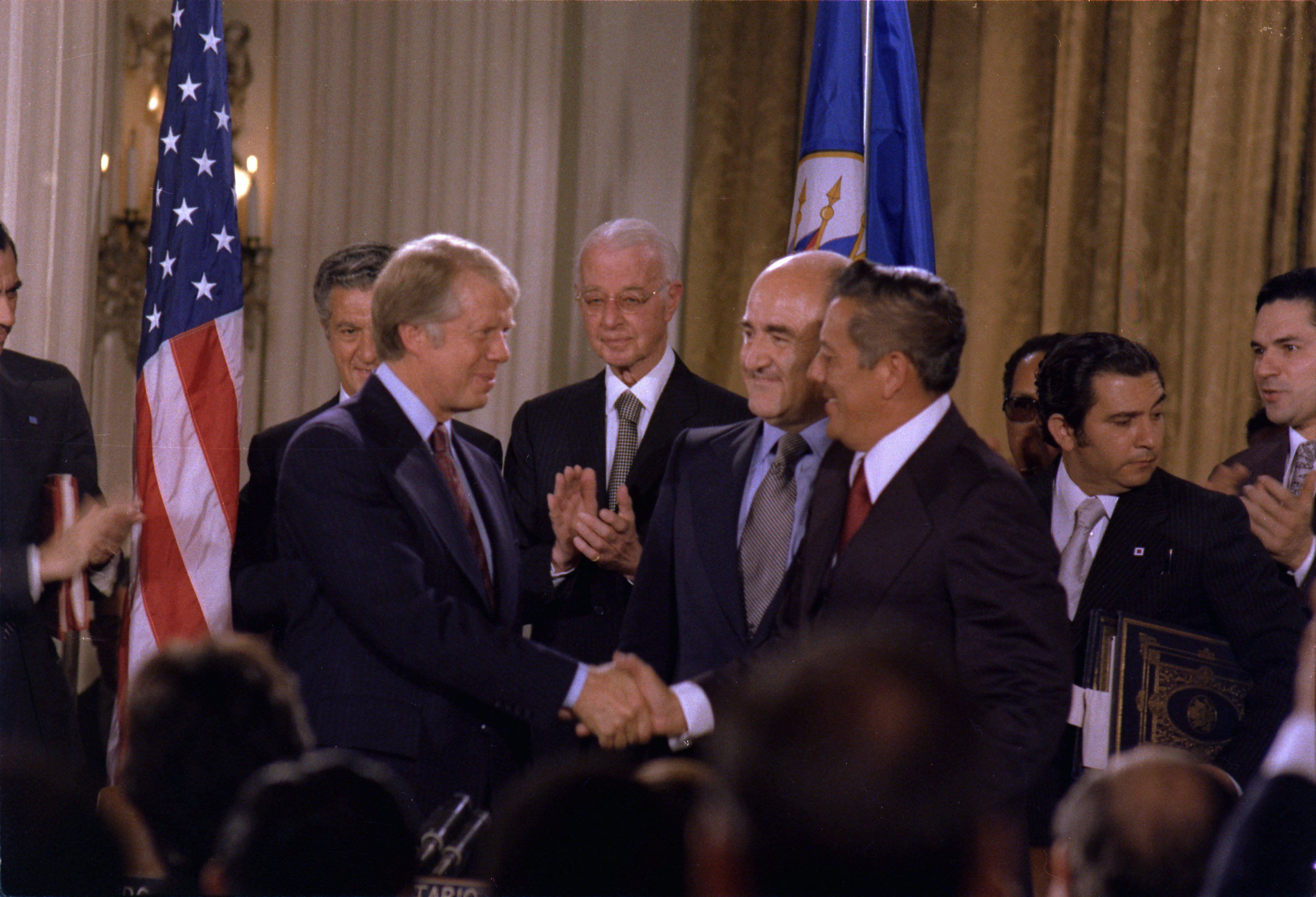
Jimmy Carter et Omar Torrijos se serrant la main après la signature des traités, le 7 septembre 1977.

Le canal de Panama faisait depuis les années 1960 l'objet d'un litige entre les États-Unis et le Panama. Ce dernier souhaitait renégocier le traité qui avait concédé aux Américains le contrôle de la zone du canal. Carter pensait que la restitution du canal était moralement justifiée et permettrait d'améliorer les relations des États-Unis avec les pays d'Amérique latine. Il espérait aussi que cette décision aiderait à contenir l'agitation intérieure auquel faisait face le gouvernement panaméen d'Omar Torrijos. Son administration négocia les traités Torrijos-Carter, un ensemble de deux accords qui prévoyait le transfert de la gestion du canal aux autorités panaméennes en 1999. L'initiative de Carter souleva de vives contestations aux États-Unis, en particulier chez les conservateurs, qui estimaient que Carter cédait là un atout essentiel de la puissance américaine. Des groupes de conservateurs comme le « comité pour la sauvegarde du canal de Panama » se créèrent pour empêcher la ratification des traités au Sénat. L'adoption des accords sur le canal devint l'une des priorités absolues du président Carter. Au cours des débats sur la ratification, le Sénat proposa une série d'amendements qui accordaient aux États-Unis le droit d'intervenir militairement afin de maintenir le canal ouvert à la circulation maritime, ce que les Panaméens acceptèrent à l'issue de nouvelles négociations. En mars 1978, le Sénat approuva la signature des traités par 68 voix contre 32, soit plus de la majorité des deux tiers requise.

#### Cuba
Début avril 1980, le dirigeant cubain Fidel Castro déclara que toute personne qui souhaiterait quitter Cuba serait libre de le faire par le port de Mariel. Carter annonça que les États-Unis étaient prêts à accueillir « à bras ouverts des dizaines de milliers de réfugiés cherchant à être libérés de la domination communiste » et des Cubano-Américains supervisèrent au printemps 1980 l'exode de Mariel. La loi sur les réfugiés qui venait d'être ratifiée avait fixé un plafond d'accueil de 19 500 immigrants cubains par an sur le sol américain, non sans examen préalable pour chacun des nouveaux arrivants. Toutefois, au mois de septembre, 125 000 Cubains étaient déjà arrivés aux États-Unis et un grand nombre d'entre eux rencontrait des difficultés pour se nourrir et se loger correctement. Carter fut largement critiqué pour sa gestion de l'exode, en particulier dans l'État de Floride qui revêtait une importance cruciale sur le plan électoral.

### Asie

#### Rapprochement avec la Chine

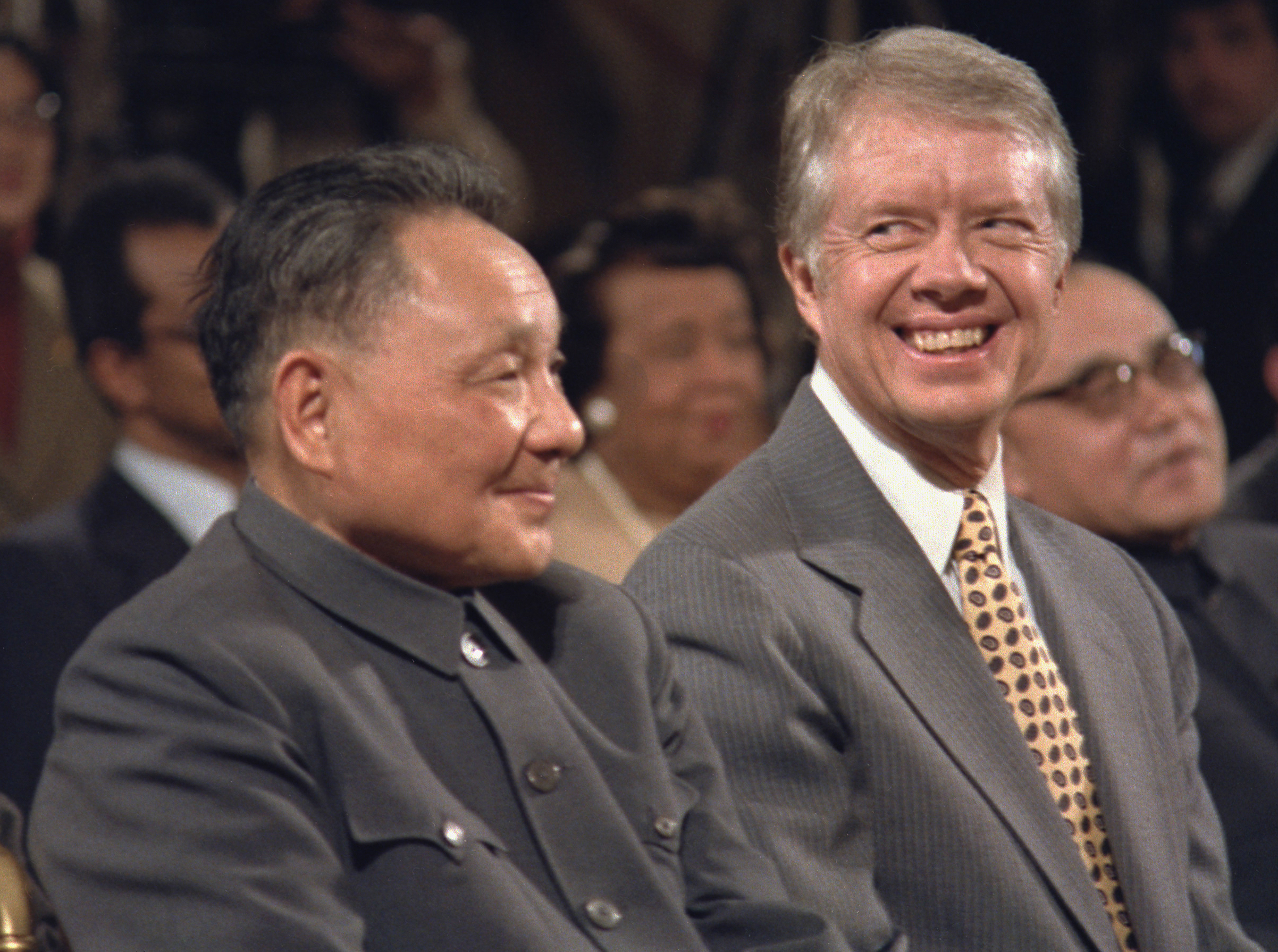
Jimmy Carter et le dirigeant chinois Deng Xiaoping en janvier 1979.

Dans la lignée du rapprochement initié par l'administration Nixon, Carter chercha à entretenir des relations plus étroites avec la République populaire de Chine. Les deux pays unirent leurs efforts face à l'URSS et l'administration Carter donna son consentement tacite à l'invasion chinoise du Viêt Nam. En 1979, Carter décida d'accorder pour la première fois une reconnaissance officielle et diplomatique au régime chinois. Cette décision entraîna une augmentation massive des échanges commerciaux entre les États-Unis et la Chine alors que cette dernière entreprenait des réformes économiques sous la direction de Deng Xiaoping. Après l'invasion de l'Afghanistan par les Soviétiques, Carter autorisa la vente de matériel militaire à la Chine et entama des négociations sur le partage des renseignements militaires. En janvier 1980, Carter révoqua unilatéralement le traité de coopération mutuelle et de sécurité entre les États-Unis et la république de Chine, qui avait perdu le contrôle de la Chine continentale pendant la guerre civile chinoise mais conservait toutefois celui de Taïwan. L'abrogation du traité par Carter fut contestée devant les tribunaux par certains républicains conservateurs mais la Cour suprême statua qu'il s'agissait d'un acte de gouvernement non susceptible de recours dans l'arrêt Goldwater v. Carter. Les États-Unis maintinrent néanmoins des échanges diplomatiques avec la république de Chine dans le cadre de la loi sur les relations avec Taïwan adoptée en 1979.

#### Corée du Sud
Tout juste entré en fonctions, l'une des premières décisions de Carter fut de planifier le retrait de toutes les armes nucléaires présentes sur le sol de la Corée du Sud et la réduction du nombre de soldats américains déployés dans ce pays. Carter pensait que ces soldats seraient plus utiles en Europe occidentale mais les opposants au retrait craignaient que la Corée du Nord n'en profitât pour envahir la Corée du Sud. Cette dernière protesta contre cette décision, de même que le Japon, une grande partie des membres du Congrès, des militaires et des fonctionnaires du département d'État. Le major-général John K. Singlaub, chef d'état-major des forces américaines en Corée, qui avait publiquement critiqué la position du président au sujet de la baisse des effectifs, fut relevé de son commandement par Carter le 21 mars 1977. Le président jugeait possible de rapatrier l'ensemble des troupes américaines de Corée d'ici à 1982 — à l'exception de 14 000 membres de l'U.S. Air Force et logisticiens —, mais après avoir procédé à une réduction de seulement 3 600 hommes, la pression du Capitole et l'hostilité du haut commandement le contraignirent à renoncer à son projet en 1978. Les efforts de Carter en faveur d'un retrait des troupes américaines de Corée du Sud fragilisèrent le gouvernement du président sud-coréen Park Chung-hee qui fut assassiné en 1979.

#### Timor oriental
L'administration Carter poursuivit et augmenta dans des proportions considérables la vente d'armes au gouvernement indonésien du président Suharto lors de l'occupation du Timor oriental. Le régime de Suharto avait envahi ce pays en 1975 en guise de protestation contre les Nations unies. À ce moment, les ventes annuelles d'armes américaines à l'Indonésie, entamées peu avant le déclenchement du conflit, engendraient un bénéfice de 11 millions de dollars durant les deux dernières années de la présidence de Gerald Ford. D'après George H. Aldrich, conseiller juridique adjoint du département d'État, les armes équipant les forces indonésiennes au temps de l'invasion du Timor étaient d'origine américaine à « près de 90 % ».
En 1977, l'occupation du Timor par les troupes indonésiennes acheva d'épuiser les stocks fournis par Ford, si bien que dès l'année suivante, l'administration américaine revendit pour 112 millions de dollars de matériel militaire au régime de Suharto. Sous le mandat de Carter, les ventes d'armes au gouvernement indonésien culminèrent aux alentours de 60 millions de dollars chaque année, soit plus du double des ventes annuelles réalisées par son prédécesseur. Les ventes d'armes aux Indonésiens par les États-Unis se poursuivirent sous les présidences de Ronald Reagan, George Bush et Bill Clinton avant de s'arrêter définitivement à la suite du référendum de 1999 qui déclara officiellement l'indépendance du Timor oriental. D'après les estimations faites par les Nations unies, entre 84 000 et 183 000 Est-Timorais trouvèrent la mort lors de l'occupation, estimations qui créditent également l'armée indonésienne de 70 % des 18 600 assassinats commis durant la guerre. En 2007, dans une interview accordée à la journaliste Amy Goodman, Jimmy Carter reconnut à propos de l'attitude de son administration vis-à-vis du Timor oriental : « vous savez, je n'étais pas aussi bien informé que j'aurais dû l'être à propos de ce qui se passait au Timor oriental. J'étais davantage préoccupé par d'autres parties du monde à cette époque ».

### Liste des déplacements internationaux
Carter fit douze voyages internationaux dans vingt-cinq pays au cours de sa présidence :

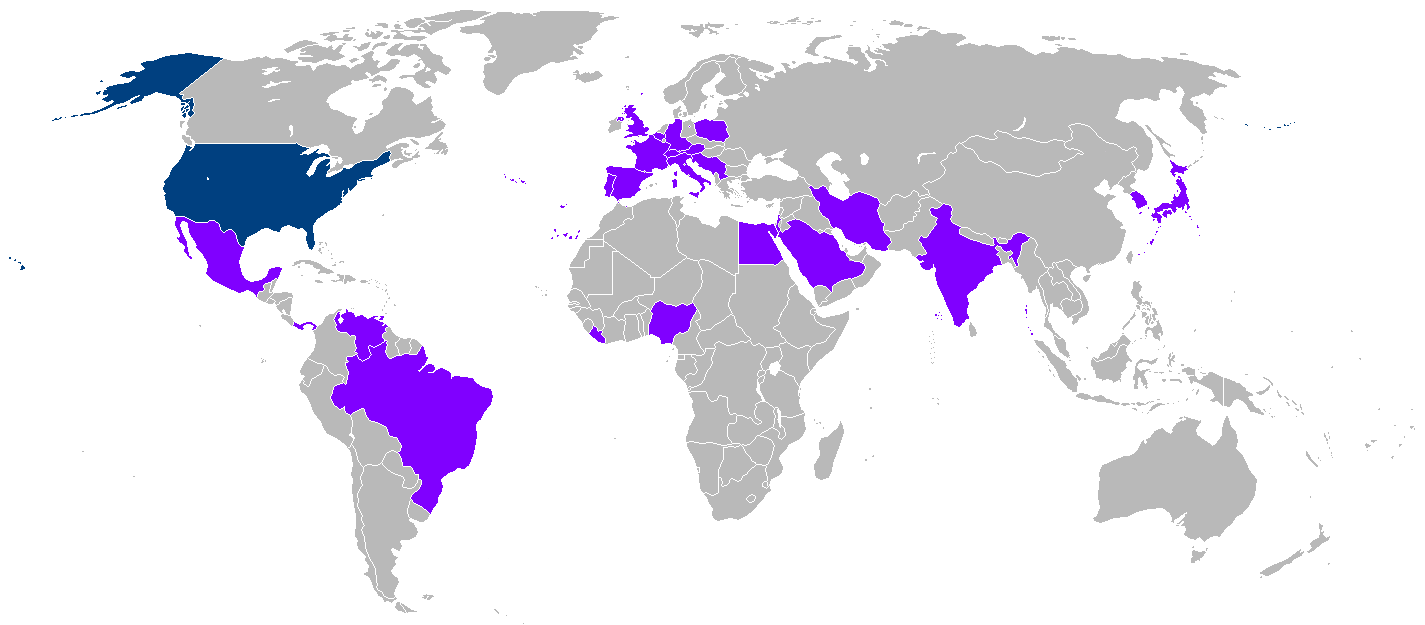
Pays visités par Carter sous sa présidence.

|    | Dates                                | Pays                 | Lieux                             | Raisons du déplacement |
| -- | ------------------------------------ | -------------------- | --------------------------------- | --- |
| 1  | 5 au 11 mai 1977                     | Royaume-Uni          | Londres Newcastle                 | Sommet du G7. Rencontre avec les Premiers ministres de Grèce, de Belgique, de Turquie, de Norvège, des Pays-Bas et du Luxembourg ainsi qu'avec le président du Portugal. Discours à la réunion des ministres des pays membres de l'OTAN. |
| 1  | 9 mai 1977                           | Suisse               | Genève                            | Visite officielle. Rencontre avec le président suisse Kurt Furgler et le président syrien Hafez el-Assad. |
| 2  | 29 au 31 décembre 1977               | Pologne              | Varsovie                          | Visite officielle. Rencontre avec le Premier secrétaire Edward Gierek. |
| 2  | 31 décembre 1977 et 1er janvier 1978 | Iran                 | Téhéran                           | Visite officielle. Rencontre avec le shah Mohammad Reza Pahlavi et le roi Hussein de Jordanie. |
| 2  | 1er au 3 janvier 1978                | Inde                 | New Delhi Daulatpur Nasirabad     | Rencontre avec le président Neelam Sanjiva Reddy et le Premier ministre Morarji Desai. Discours au Parlement de l'Inde. |
| 2  | 3 et 4 janvier 1978                  | Arabie saoudite      | Riyad                             | Rencontre avec le roi Khaled et le prince héritier Fahd. |
| 2  | 4 janvier 1978                       | Égypte               | Assouan                           | Rencontre avec le président Anouar el-Sadate et le chancelier allemand Helmut Schmidt. |
| 2  | 4 au 6 janvier 1978                  | France               | Paris Normandie Bayeux Versailles | Rencontre avec le président Valéry Giscard d'Estaing et le Premier ministre Raymond Barre. |
| 2  | 6 janvier 1978                       | Belgique             | Bruxelles                         | Rencontre avec le roi Baudouin et le Premier ministre Leo Tindemans. Présence à des réunions du Conseil des communautés européennes et du Conseil de l'Atlantique nord. |
| 3  | 28 et 29 mars 1978                   | Venezuela            | Caracas                           | Rencontre avec le président Carlos Andrés Pérez. Discours à l'Assemblée nationale et signature d'un accord de frontière maritime. |
| 3  | 29 au 31 mars 1978                   | Brésil               | Brasilia Rio de Janeiro           | Visite officielle. Rencontre avec le président Ernesto Geisel et discours au Congrès national. |
| 3  | 31 mars au 3 avril 1978              | Nigeria              | Lagos                             | Rencontre avec le président Olusegun Obasanjo. |
| 3  | 3 avril 1978                         | Liberia              | Monrovia                          | Rencontre avec le président William Richard Tolbert. |
| 4  | 16 et 17 juin 1978                   | Panama               | Panama City                       | Signature d'un protocole relatif à l'échange de documents concernant la ratification des traités du canal de Panama, à l'invitation du président Demetrio Lakas Bahas et du général Omar Torrijos. Rencontre informelle avec le président vénézuélien Carlos Andrés Pérez, le président colombien Alfonso López Michelsen, le président mexicain José López Portillo, le président costa-ricain Rodrigo Alberto Carazo Odio et le Premier ministre jamaïcain Michael Manley. |
| 5  | 14 et 15 juillet 1978                | Allemagne de l'Ouest | Bonn Wiesbaden Francfort          | Visite officielle. Rencontre avec le président Walter Scheel et le chancelier Helmut Schmidt. Discours aux troupes américaines et allemandes. |
| 5  | 15 juillet 1978                      | Allemagne de l'Ouest | Berlin-Ouest                      | Discours au mémorial du pont aérien de Berlin. |
| 5  | 16 et 17 juillet 1978                | Allemagne de l'Ouest | Bonn                              | Sommet du G7. |
| 6  | 4 au 9 janvier 1979                  | France               | Basse-Terre, Guadeloupe           | Rencontre informelle avec le président Valéry Giscard d'Estaing, le chancelier allemand Helmut Schmidt et le Premier ministre britannique James Callaghan. |
| 7  | 14 au 16 février 1979                | Mexique              | Mexico                            | Visite officielle. Rencontre avec le président José López Portillo. Discours au Congrès de l'Union. |
| 8  | 7 au 9 mars 1979                     | Égypte               | Le Caire Alexandrie Gizeh         | Rencontre avec le président Anouar el-Sadate. Discours à l'Assemblée populaire d'Égypte. |
| 8  | 10 au 13 mars 1979                   | Israël               | Tel-Aviv Jérusalem                | Visite officielle. Rencontre avec le président Yitzhak Navon et le Premier ministre Menahem Begin. Discours à la Knesset. |
| 8  | 13 mars 1979                         | Égypte               | Le Caire                          | Rencontre avec le président Anouar el-Sadate. |
| 9  | 14 au 18 juin 1979                   | Autriche             | Vienne                            | Visite officielle. Rencontre avec le président Rudolf Kirchschläger et le chancelier Bruno Kreisky. Rencontre avec le secrétaire général soviétique Léonid Brejnev pour la signature du traité SALT II. |
| 10 | 25 au 29 juin 1979                   | Japon                | Tokyo Shimoda                     | Sommet du G7. Visite officielle. Rencontre avec l'empereur Hirohito et le Premier ministre Masayoshi Ōhira. |
| 10 | 29 juin au 1er juillet 1979          | Corée du Sud         | Séoul                             | Visite officielle. Rencontre avec le président Park Chung-hee et le Premier ministre Choi Kyu-ha. |
| 11 | 19 au 24 juin 1980                   | Italie               | Rome Venise                       | Sommet du G7. Rencontre avec le président Sandro Pertini. |
| 11 | 21 juin 1980                         | Vatican              | Palais du Vatican                 | Audience avec le pape Jean-Paul II. |
| 11 | 24 et 25 juin 1980                   | Yougoslavie          | Belgrade                          | Visite officielle. Rencontre avec le président Cvijetin Mijatović. |
| 11 | 25 et 26 juin 1980                   | Espagne              | Madrid                            | Visite officielle. Rencontre avec le roi Juan Carlos Ier et le Premier ministre Adolfo Suárez. |
| 11 | 26 au 30 juin 1980                   | Portugal             | Lisbonne                          | Visite officielle. Rencontre avec le président António Ramalho Eanes et le Premier ministre Francisco Sá Carneiro. |
| 12 | 9 au 10 juillet 1980                 | Japon                | Tokyo                             | Visite officielle. Cérémonies en l'hommage de l'ancien Premier ministre Masayoshi Ōhira. Rencontre avec l'empereur Hirohito, le président bangladeshi Ziaur Rahman, le Premier ministre australien Malcolm Fraser, le Premier ministre thaïlandais Prem Tinsulanonda et le Premier ministre chinois Hua Guofeng. |

## Controverses
Le 21 septembre 1977, le directeur du Bureau de la gestion et du budget, Bert Lance, démissionna de son poste à la suite d'accusations d'activités bancaires illicites qui avaient été portées contre lui avant son entrée au gouvernement. La controverse autour de Lance entacha la réputation de Carter, tant auprès du Congrès que du grand public, et priva le président d'un de ses conseillers les plus efficaces. En avril 1979, le procureur général Griffin Bell chargea l'avocat Paul J. Curran d'enquêter sur les prêts contractés par l'entreprise de production d'arachides de Carter auprès d'une banque dirigée par Bert Lance. Contrairement à Archibald Cox et Leon Jaworski, les deux procureurs spéciaux chargés de l'enquête sur le scandale du Watergate, le statut de Curran ne lui permettait cependant pas de formuler directement des accusations car il devait d'abord en référer au procureur général adjoint Philipp Heymann, seul habilité à se prononcer sur ce dossier. Malgré cela, Carter devint le premier président en exercice à témoigner sous serment dans le cadre d'une enquête le concernant. L'affaire fut finalement classée en octobre 1979 après une déclaration de Curran selon laquelle aucune preuve n'avait été trouvée concernant une potentielle contribution de la Banque nationale de Géorgie à la campagne de Carter.
Le frère du président, Billy Carter, se fit rapidement connaître du fait de sa personnalité extravagante. Il fut toutefois la cible d'une enquête embarrassante ouverte par le Sénat au sujet d'un versement de près de 250 000 dollars qu'il avait reçu, pour un motif inconnu, de la part de la Libye. L'affaire des relations entre Billy Carter et la Libye, surnommée le Billygate, fut préjudiciable à l'administration Carter même si le président ne fut pas lui-même impliqué dans le scandale.

## Élection présidentielle de 1980

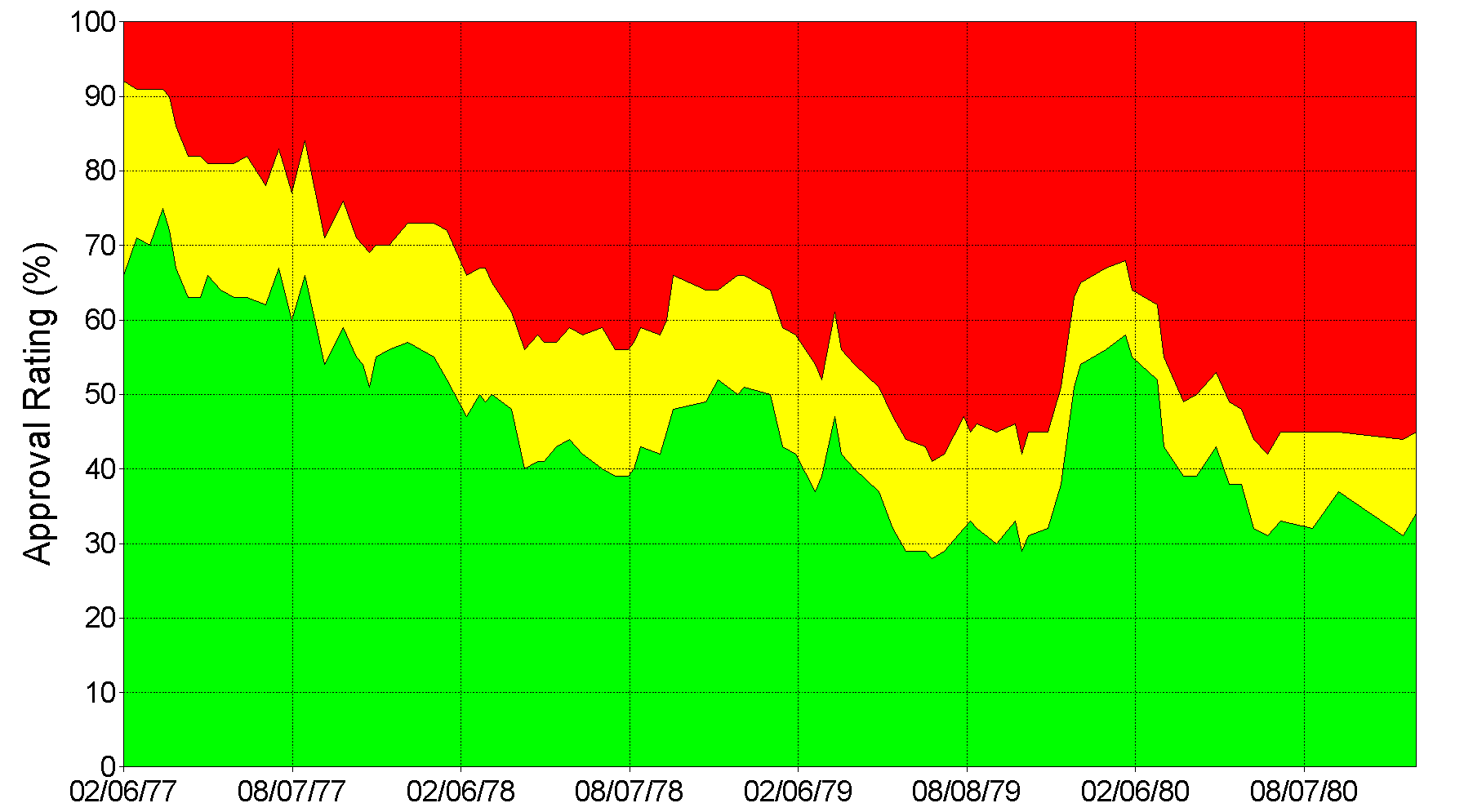
Cote de popularité de Carter sous sa présidence selon l'institut Gallup.

En avril 1978, les sondages révélèrent une chute spectaculaire de la popularité de Carter qu'une enquête Gallup plaçait derrière le sénateur du Massachusetts Ted Kennedy pour la course à l'investiture démocrate de 1980. Au milieu de l'année 1979, Carter était confronté à la crise énergétique, à la hausse de l'inflation, à une croissance économique au ralenti et au sentiment généralisé que son administration était incompétente pour régler ces problèmes. Durant l'été, son taux de désapprobation atteignit 79 %, soit le plus haut pourcentage jamais mesuré jusqu'alors pour un président en exercice. En novembre 1979, Kennedy annonça publiquement sa candidature aux primaires démocrates de 1980. La popularité de Carter connut cependant un rebond à la suite de la crise des otages en Iran et du fait de sa réponse à l'invasion soviétique de l'Afghanistan. Les victoires du président sortant dans les premières primaires lui octroyèrent une avance confortable en termes de délégués, mais les sondages lui furent de nouveau défavorables au mois de mars et il fut battu par Kennedy aux primaires de New York et du Connecticut. Si Carter conservait toujours un avantage significatif en nombre de délégués, Kennedy remporta deux autres victoires écrasantes en Pennsylvanie et dans le Michigan, ce qui l'incita à maintenir sa candidature. Dans les derniers jours des primaires, le taux d'approbation de Carter était tombé à un niveau historiquement bas et Kennedy était parvenu à rassembler suffisamment de délégués pour empêcher son adversaire de remporter la nomination.
À l'annonce des résultats des dernières primaires, Carter invita Kennedy à la Maison-Blanche. Ce dernier, irrité par le refus de Carter d'intégrer dans son programme la mise en place d'un système d'assurance santé universelle, refusa de s'avouer vaincu et proposa la tenue d'une convention ouverte dans laquelle les délégués seraient libres de voter pour le candidat de leur choix, indépendamment du résultat des primaires. Du fait des manœuvres habiles des partisans de Carter à la convention démocrate, le ticket formé par Carter et son vice-président Walter Mondale put enfin décrocher la nomination. Quoique battu, Kennedy était parvenu à mobiliser sous son nom l'aile progressiste du parti dont le soutien fit grandement défaut à Carter lors du scrutin général.
Les primaires républicaines de 1980 se transformèrent rapidement en un duel opposant l'ancien gouverneur de la Californie Ronald Reagan à l'ancien représentant du Texas George H. W. Bush. Bush, qui avait qualifié le programme de réduction d'impôts de son adversaire d'« économie vaudou », remporta le caucus de l'Iowa mais son avance s'effondra rapidement au fil des primaires. Reagan fut investi comme candidat du parti dès le premier tour de scrutin à la convention nationale républicaine et désigna Bush en tant que colistier. Dans le même temps, le représentant républicain John B. Anderson, qui avait brigué la nomination de son parti, se lança dans la course en indépendant. Les sondages effectués au mois de septembre, après la clôture des conventions des deux grands partis, donnaient Reagan et Carter au coude-à-coude dans les intentions de vote. L'équipe de campagne de Carter était persuadée que les électeurs rejetteraient les idées conservatrices de Reagan alors que des signes encourageants laissaient entrevoir une amélioration de la conjoncture économique et de la situation en Iran. Afin d'unifier le Parti démocrate derrière sa candidature, Carter s'évertua à dénoncer l'extrémisme idéologique de Reagan davantage qu'à expliciter ses propres mesures.

Résultats de l'élection présidentielle américaine de 1980.

Dans le camp républicain, les propos de Reagan étaient au diapason d'un mouvement conservateur en plein essor et qui avait pour chefs de file des militants comme Paul Weyrich, Richard Viguerie et Phyllis Schlafly. Traditionnellement partisans d'un allègement de la fiscalité et d'une réduction du déficit budgétaire, bon nombre de conservateurs commençaient également à s'intéresser aux questions sociétales telles que l'avortement ou l'homosexualité. En outre, un certain nombre d'événements survenus au cours des années 1970, notamment l'arrêt Roe v. Wade rendu par la Cour suprême ou le retrait de l'exemption fiscale de l'université Bob Jones, avaient contribué à l'édification politique des protestants évangéliques qui constituèrent, par la suite, un corps électoral de plus en plus important ; la plupart soutinrent la candidature de Reagan lors de l'élection de 1980. Reagan put enfin compter sur le ralliement des Reagan Democrats, en majorité des électeurs du Nord, blancs, issus du monde ouvrier et favorables aux politiques économiques progressistes mais opposés à certaines initiatives telles que la discrimination positive. Si Reagan prônait des mesures conservatrices sur les sujets de société, ses critiques ciblèrent principalement la politique étrangère de Carter, en particulier le traité SALT II, les traités Torrijos-Carter et la révocation du traité de coopération mutuelle et de sécurité entre les États-Unis et Taïwan. Par ailleurs, Reagan plaida en faveur d'une augmentation des dépenses dans le secteur de la défense, une baisse massive des impôts et une réduction des dépenses intérieures ainsi que la suppression des départements de l'Éducation et de l'Énergie.
Les deux candidats restèrent très proches dans les intentions de vote tout au long des mois de septembre et octobre, mais la solide performance de Reagan lors du débat du 28 octobre et l'échec de Carter à mettre fin à la crise des otages en Iran donnèrent un élan décisif à la campagne de Reagan. Le jour de l'élection, Reagan arriva en tête avec 50,7 % des voix et 489 votes de grands électeurs, contre 41 % des voix et 49 votes de grands électeurs pour Carter et 6,6 % des voix pour Anderson. Le candidat républicain remporta la plupart des États et réalisa des scores particulièrement élevés dans l'électorat blanc du Sud. L'ampleur de la victoire de Reagan surprit nombre d'observateurs qui s'attendaient à un résultat extrêmement serré. La participation électorale atteignit en revanche son plus bas niveau depuis l'élection de 1948, ce qui traduisait un rejet de la personnalité des trois principaux candidats par un grand nombre d'électeurs. Lors des élections législatives qui eurent lieu à la même période, les républicains obtinrent la majorité absolue des sièges au Sénat, pour la première fois depuis les années 1950. Carter devint, pour sa part, le premier président à ne pas être réélu pour un second mandat depuis Herbert Hoover en 1932.

## Postérité

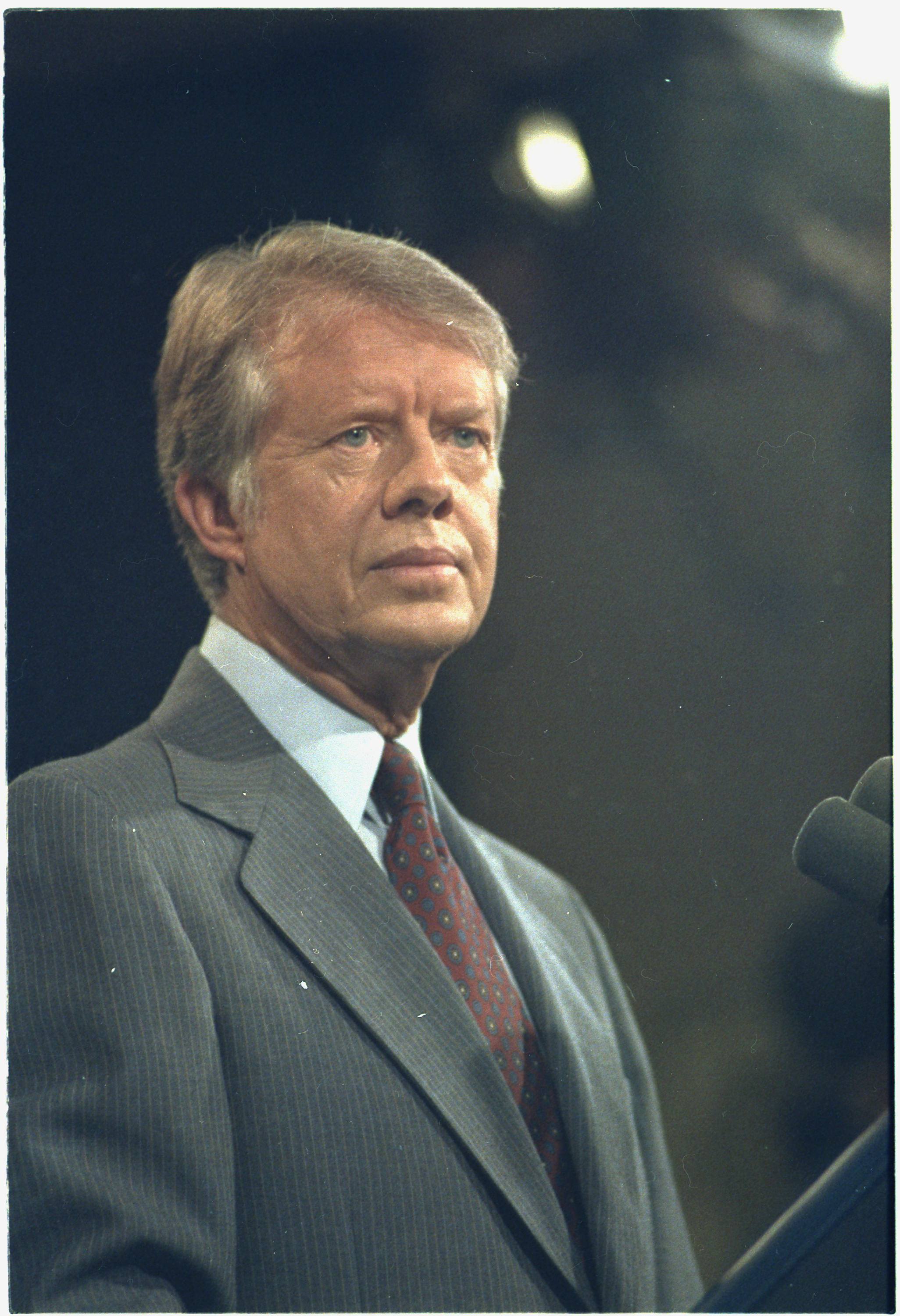
Jimmy Carter en octobre 1978.

Certains opposants ont parfois comparé Jimmy Carter à Herbert Hoover pour son profil de « technocrate consciencieux mais sans relief ». Confronté à l'évolution de la situation internationale, Carter renonça à la désescalade militaire et diplomatique qu'il avait défendue au cours de sa campagne pour engager un vaste programme de réarmement, de sorte que les tensions avec l'Union soviétique étaient très fortes à la fin de sa présidence. Si Pierre Mélandri estime que Carter a souvent « donné l'image d'un leader impuissant parce qu'incohérent », André Kaspi tempère les reproches adressés à ce dernier, soulignant que Carter « laisse le souvenir d'un président faible, soumis à des influences contradictoires qu'il ne parvient pas à maîtriser, nourri d'illusions qu'il a chèrement payées, inspirant la méfiance à ses alliés européens, abandonnant le Shah », mais que « son mandat coïncide moins avec une crise de la politique étrangère des États-Unis qu'avec une crise du leadership qui ne se limite pas au président » et que « ses décisions de 1980 annoncent celles de son successeur ». 
Dans les enquêtes d'opinions effectuées auprès des historiens et des politologues, Carter est généralement évalué comme un président inférieur à la moyenne. Un sondage réalisé en 2018 auprès de la section de l’American Political Science Association consacrée aux présidents et aux politiques exécutives le liste à la 25e place parmi les présidents américains. Lors d'un sondage C-Span mené en 2017 auprès d'historiens, Carter termine également en 26e position.
Robert A. Strong écrit : 

« Jimmy Carter est beaucoup plus apprécié aujourd'hui que lorsqu'il échoua à se faire réélire en 1980. Sa période post-présidentielle a été exemplaire et on comprend mieux aujourd'hui, sinon les mesures qu'il prit pour faire face aux crises auxquelles il fut confronté, du moins l'énormité de la tâche qu'il dut assumer en 1977. Carter entra en fonction trente mois après qu'un de ses prédécesseurs avait laissé le gouvernement fédéral en ruines. Il fut confronté à des défis immenses : la crise énergétique, l'agression soviétique, l'Iran et surtout la profonde méfiance des citoyens vis-à-vis de leurs responsables politiques. Il était un travailleur acharné et consciencieux. Toutefois, il donnait souvent l'impression d'être dépassé par ses responsabilités et son image était plus celle d'un homme fait pour être secrétaire à l'Énergie que président. Carter avait été élu en battant de justesse un chef de l'exécutif dépourvu de charisme, qui n'avait pas été élu et dont l'accession au pouvoir était liée au pire scandale présidentiel de l'histoire. S'il remporta la nomination de son parti, ce fut essentiellement parce que, dans la décennie précédant l'année 1976, l'état-major démocrate avait été décimé par des scandales, par le Viêt Nam et par un assassinat. »

L'historien Howard Zinn émet lui aussi un jugement peu flatteur sur le bilan du 39e président américain :

« La présidence de Jimmy Carter […] a pu apparaître comme une tentative de la part d'une partie des pouvoirs en place — en l'occurrence le parti démocrate — de remobiliser une opinion publique désabusée. Pourtant, malgré quelques gestes en direction de la communauté noire et des pauvres, malgré quelques beaux discours sur les droits de l'homme à l'étranger, Carter demeura dans les limites historiques du système américain et continua de veiller sur les intérêts et les prérogatives du monde des affaires, en maintenant un appareil militaire phénoménal — qui accaparait une grande partie du revenu national — et en confirmant les alliances avec les régimes dictatoriaux à l'étranger. »